# Problema dei due imperatori

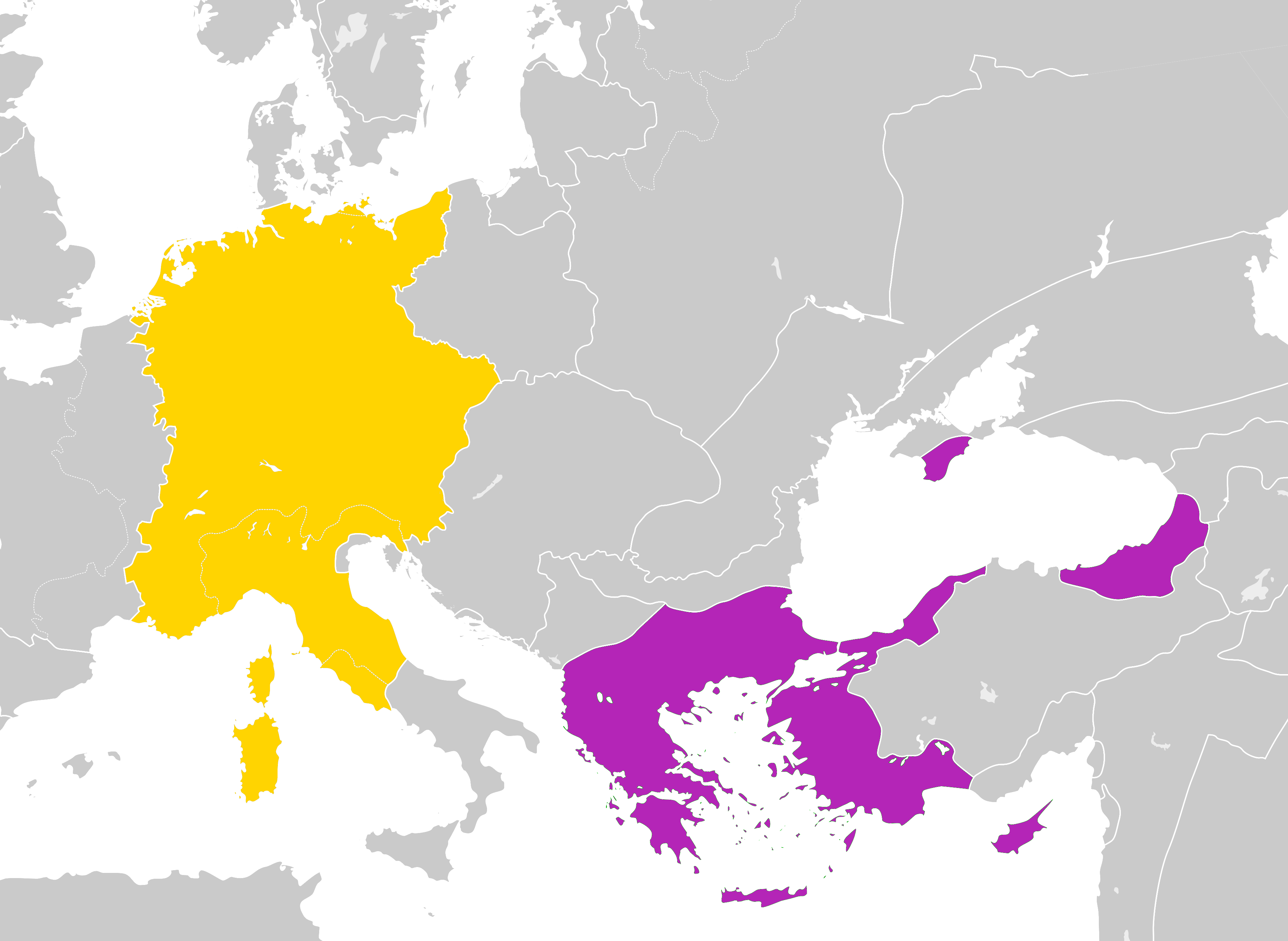
Il problema dei due imperatori riguarda soprattutto la disputa medievale tra i sovrani del Sacro Romano Impero (in giallo) e l'Impero bizantino (in viola) per il titolo di legittimo imperatore romano. I confini sono quelli del 1190.

Il problema dei due imperatori (in tedesco Zweikaiserproblem; in greco πρόβλημα δύο αυτοκρατόρων) è un termine storiografico usato soprattutto per indicare la disputa tra gli Imperatori romani d'Oriente e gli Imperatori del Sacro Romano Impero per il titolo di legittimo Imperatore romano.
Secondo la concezione medievale cristiana, l'Impero romano era indivisibile e il suo imperatore aveva una posizione egemone su tutti i cristiani, compresi quelli che vivevano al di fuori dei confini imperiali. In seguito alla caduta dell'Impero romano d'Occidente nel corso della Tarda Antichità, il Papa e i nuovi regni romano-barbarici nell'Europa Occidentale continuarono a riconoscere la legittimità del titolo di Imperatore romano assunto dagli imperatori della superstite pars orientis (cioè l'Impero bizantino). La situazione cambiò nel 797 allorquando il titolo imperiale fu assunto da una donna, l'imperatrice Irene. Papa Leone III, rifiutando l'idea che una donna potesse assumere il titolo di imperatore, considerò vacante il titolo imperiale e ciò gli fornì il pretesto per incoronare "Imperatore dei Romani" il re dei Franchi Carlo Magno nel Natale dell'800, attuando così una translatio imperii ("trasferimento dell'Impero") dai Greci ai Germani.
Nel corso dei secoli, la disputa sul titolo imperiale, sorta in seguito all'incoronazione di Carlo Magno, avrebbe costituito uno dei principali punti di attrito nei rapporti diplomatici tra i due imperi, anche se raramente ebbe come conseguenza scontri militari, anche a causa della distanza geografica che separava i due stati. Con il trattato di Aquisgrana dell'812 i due imperatori trovarono un compromesso parziale riconoscendosi reciprocamente il titolo di Imperatore ma non quello di "Imperatore romano". Il Sacro Romano Imperatore era considerato dai Bizantini l'Imperatore (o Re) dei Franchi e successivamente Re di Germania, mentre le fonti occidentali attribuivano all'Imperatore bizantino il titolo di Imperatore dei Greci o Imperatore di Costantinopoli. A complicare la situazione, il titolo imperiale fu occasionalmente rivendicato dai sovrani bulgari e serbi, portando a conflitti militari con Bisanzio.
La Quarta crociata, pur portando alla momentanea caduta dell'Impero bizantino e alla sua sostituzione con l'Impero latino, non pose fine alla disputa. Gli imperatori latini, pur riconoscendo i sacri romani imperatori come gli imperatori romani legittimi, rivendicarono per sé lo stesso titolo, che tuttavia non era riconosciuto dal Sacro Romano Impero. Nel tentativo di raggiungere un compromesso, Papa Innocenzo III propose il concetto di divisio imperii (divisione dell'impero), secondo cui l'egemonia imperiale sarebbe stata divisa tra Occidente (il Sacro Romano Impero) e Oriente (l'Impero latino). Anche se l'Impero latino sarebbe stato distrutto dall'Impero di Nicea, che ricostituì l'Impero bizantino nel 1261 sotto la dinastia dei Paleologi, lo stato bizantino declinò inesorabilmente e i suoi imperatori preferirono ignorare il problema dei due imperatori per favorire rapporti diplomatici più stretti con l'Occidente per via della necessità di ottenere aiuti contro gli altri nemici dell'Impero.
Il problema dei due imperatori si ripresentò in seguito alla Caduta di Costantinopoli nel 1453, allorquando il sultano ottomano Mehmed II, ambendo all'egemonia universale, rivendicò la dignità imperiale assumendo il titolo di Kayser-i Rûm (Cesare dell'Impero romano). I sultani ottomani rivendicarono per sé stessi il titolo di imperatori romani, non riconoscendolo ai Sacri Romani Imperatori, definiti kıral (re) dalle fonti turche. La disputa tra Ottomani e Tedeschi per il titolo imperiale si protrasse fino alla Pace di Zsitvatorok del 1606, con la quale gli Ottomani, accettando il principio compromissorio della divisio imperii, riconobbero il titolo imperiale dei Sacri Romani Imperatori. In seguito alla caduta di Costantinopoli i sovrani russi, ritenendosi gli eredi dell'Impero bizantino, assunsero il titolo di Zar (derivante da "Cesare"). Il Sacro Romano Imperatore accettò di riconoscere il titolo imperiale allo zar di Russia solo nel 1726, in occasione di un'alleanza militare, pur continuando a disconoscerlo come suo pari.

## Contesto storico

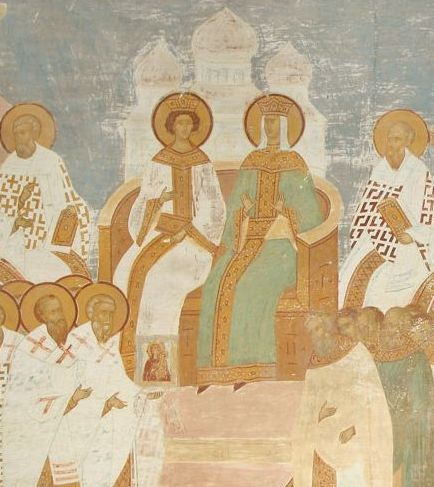
Gli imperatori bizantini Costantino VI e Irene di Atene al Secondo Concilio di Nicea (787).

In seguito alla caduta dell'Impero romano d'Occidente avvenuta nel V secolo, la civiltà romana era sopravvissuta nella superstite parte orientale dell'Impero romano, convenzionalmente chiamata dagli studiosi moderni Impero bizantino (sebbene si autoidentificasse semplicemente come "Impero romano"). Come gli imperatori romani dell'Antichità, gli imperatori bizantini si consideravano sovrani universali. L'idea che in tutto mondo vi fosse un solo impero (quello romano) e una sola Chiesa sopravvisse al collasso della parte occidentale dell'Impero. Sebbene l'ultimo serio tentativo di mettere in pratica questa idea fosse costituito dalle guerre di riconquista di Giustiniano I nel VI secolo, che vide la riconquista imperiale di Italia e Africa, l'idea di una grande riconquista dei territori occidentali continuò a rimanere per secoli una delle aspirazioni degli imperatori bizantini.
Poiché le frontiere settentrionali e orientali dell'Impero erano costantemente minacciate, i Bizantini non furono in grado di dare molta attenzione all'Occidente e i territori riconquistati da Giustiniano furono gradualmente perduti. Nonostante ciò, la loro aspirazione all'impero universale era riconosciuta dalle autorità temporali e religiose nell'Occidente, benché la sua effettiva restaurazione apparisse irrealizzabile. I re visigoti e Franchi nel V e VI secolo riconobbero la superiorità gerarchica e morale dell'Imperatore, ricevendo in cambio titoli e cariche onorifiche prestigiose che garantivano una posizione nell'ordine mondiale percepito all'epoca.
Un punto di svolta geopolitico nelle relazioni tra Occidente e Oriente che si rivelò decisivo avvenne nel corso del lungo regno dell'Imperatore Costantino V (741–775), il quale era un iconoclasta ancora più convinto del padre Leone III, e per tale motivo i rapporti con il Papato si deteriorarono. Costantino V, inoltre, concentrò la sua attenzione sui Musulmani e i Bulgari, che costituivano minacce immediate, per cui la difesa dell'Italia fu negletta. Di conseguenza l'Esarcato di Ravenna cadde in mano longobarda nel 751, portando alla fine della dominazione bizantina nell'Italia settentrionale.
La caduta dell'Esarcato ebbe conseguenze a lungo termine. I Longobardi, condotti dal loro re Astolfo, ambivano a conquistare la stessa Roma al fine di unificare l'Italia sotto la loro dominazione, allarmando Papa Stefano II, vassallo bizantino, che si rese conto che i Bizantini non potevano più garantire una protezione efficace contro la minaccia longobarda e di conseguenza decise di rivolgersi al regno occidentale più potente, quello dei Franchi, per ottenere aiuti contro gli invasori. Pipino il Breve, diventato da poco re dei Franchi con l'appoggio del Papa, scese in Italia con un forte esercito e, in due spedizioni nel 754 e nel 756, sbaragliò ripetutamente l'esercito dei Longobardi, riuscendo a conquistare l'Esarcato con la Pentapoli e il vecchio corridoio bizantino. Tuttavia, nonostante le vivaci proteste di due ambasciatori bizantini, le terre conquistate non furono restituite all'Imperatore d'Oriente ma furono donate al Papa. Sorse così lo Stato Pontificio. Il Papato giustificò il proprio potere temporale fabbricando un documento falso, la cosiddetta donazione di Costantino, secondo la quale già nel IV secolo l'Imperatore Costantino I avrebbe attribuito ai pontefici la giurisdizione civile sulla città di Roma, sull'Italia e sull'Impero romano d'Occidente. Con tale documento, probabilmente fabbricato sotto il pontificato di Papa Paolo I, veniva implicitamente negata la legittimità del dominio universale rivendicato dagli imperatori bizantini. L'alleanza tra Papato e Franchi portò alla caduta del Regno longobardo, avvenuta nel 774 per mano del re dei Franchi Carlo Magno, il quale, dopo aver deposto l'ultimo re longobardo Desiderio, assunse il titolo di "re dei Franchi e dei Longobardi".
I Franchi avevano ormai sostituito i Bizantini come protettori e alleati del Pontefice. D'altronde, i rapporti tra Papato e Impero bizantino si erano deteriorati a causa della politica imperiale iconoclasta, respinta come eretica dalla Chiesa di Roma. Nelle epistole di Papa Paolo I i Bizantini erano definiti sprezzantemente dei nefandissimi Graeci, nemici della fede e della Chiesa. Inoltre gli imperatori iconoclasti avevano trasferito l'Italia meridionale e l'Illirico dalla giurisdizione dei Papi a quella dei Patriarchi di Costantinopoli, al fine di punire il Papato per la ferma condanna dell'iconoclastia. Benché gli stessi Bizantini con il Concilio di Nicea II del 787 avessero condannato come eretica l'iconoclastia ripristinando il culto delle immagini, ciò non migliorò in maniera sostanziale i rapporti con il Papato, a causa del rifiuto da parte bizantina di riconoscere il primato papale e di restituire alla giurisdizione ecclesiastica del Papa l'Italia meridionale e l'Illirico. La parte della lettera in cui Papa Adriano I riaffermava il primato della Chiesa di Roma e pretendeva la restituzione dell'Italia meridionale e dell'Illirico fu tagliata dalla traduzione in greco che fu letta al Concilio di Nicea II. Inoltre, complice una scadente traduzione in latino degli atti del Concilio, Carlo Magno si era convinto che i Bizantini fossero passati nell'errore opposto, cioè nella venerazione eccessiva delle immagini, e in occasione del Sinodo di Francoforte del 794, anche al fine di "riaffermare, contro Bisanzio, l'indipendenza religiosa del Regno dei Franchi", fece condannare sia la distruzione che il culto delle immagini, nonostante le riserve del pontefice che tuttavia alla fine cedette alle pressioni del re franco. Il mondo mediterraneo era stato definitivamente diviso tra Occidente e Oriente.
Nel 797 il giovane imperatore Costantino VI fu arrestato, deposto e accecato dalla madre ed ex reggente, Irene di Atene, la quale cominciò a governare come Imperatrice regnante, assumendo il titolo maschile di Basileus invece della forma femminile Basilissa (usata per le imperatrici consorti). Papa Leone III rifiutò di riconoscere Irene quale sovrana legittima, ritenendo inaudito che una donna potesse assumere il titolo di imperatore. Il fatto che in Occidente il titolo imperiale fosse considerato vacante, a causa del mancato riconoscimento di Irene, fu il pretesto con cui fu giustificato il colpo di mano attuato il giorno di natale dell'anno 800, allorquando, in occasione di una visita a Roma, Carlo Magno fu incoronato Imperatore dei Romani da Papa Leone III.

## Disputa tra Sacro Romano Impero e Bizantini

### Periodo carolingio

#### Ideologia imperiale

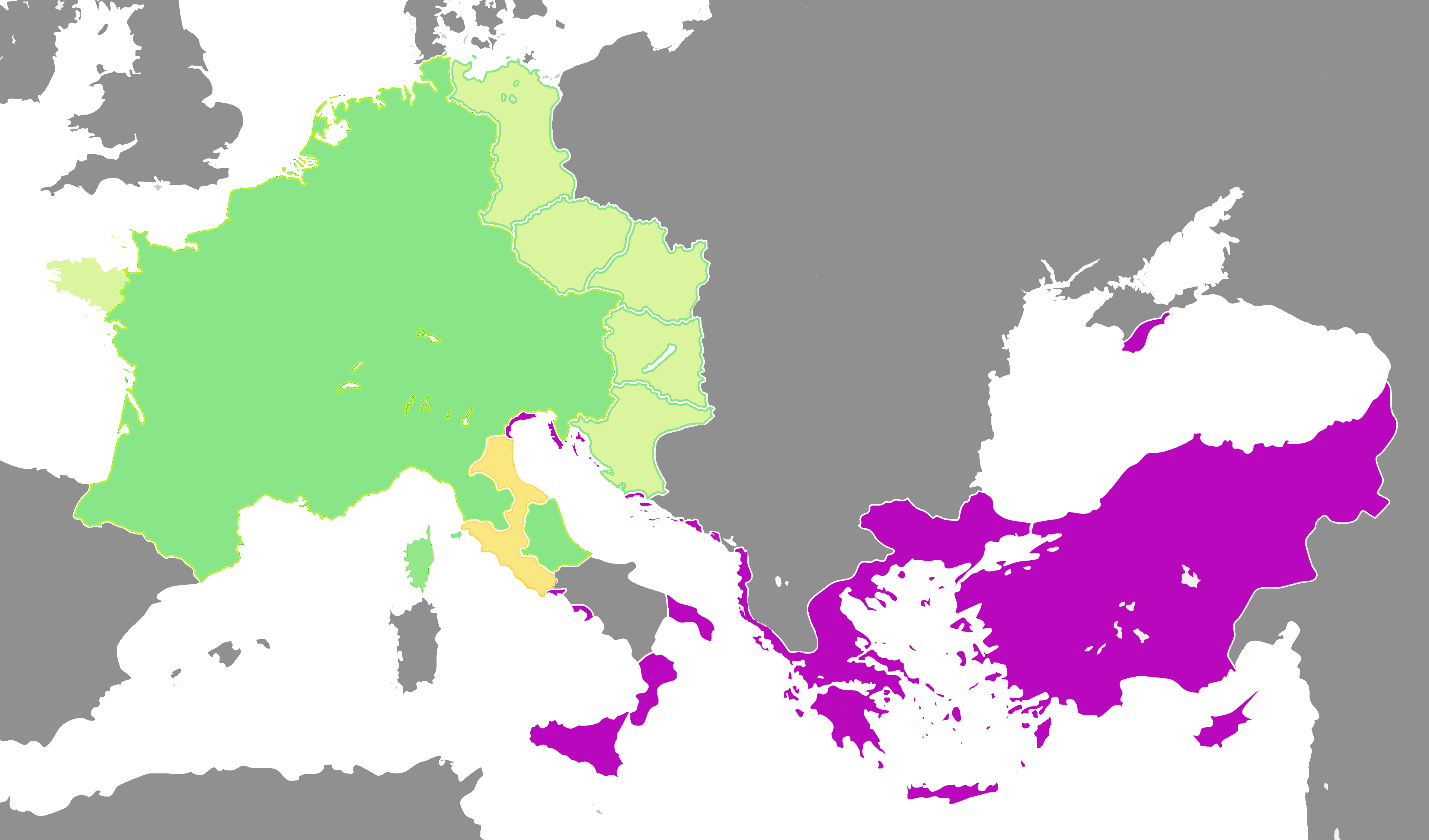
L'Impero carolingio (in verde) e l'Impero bizantino (in viola) nell'814.

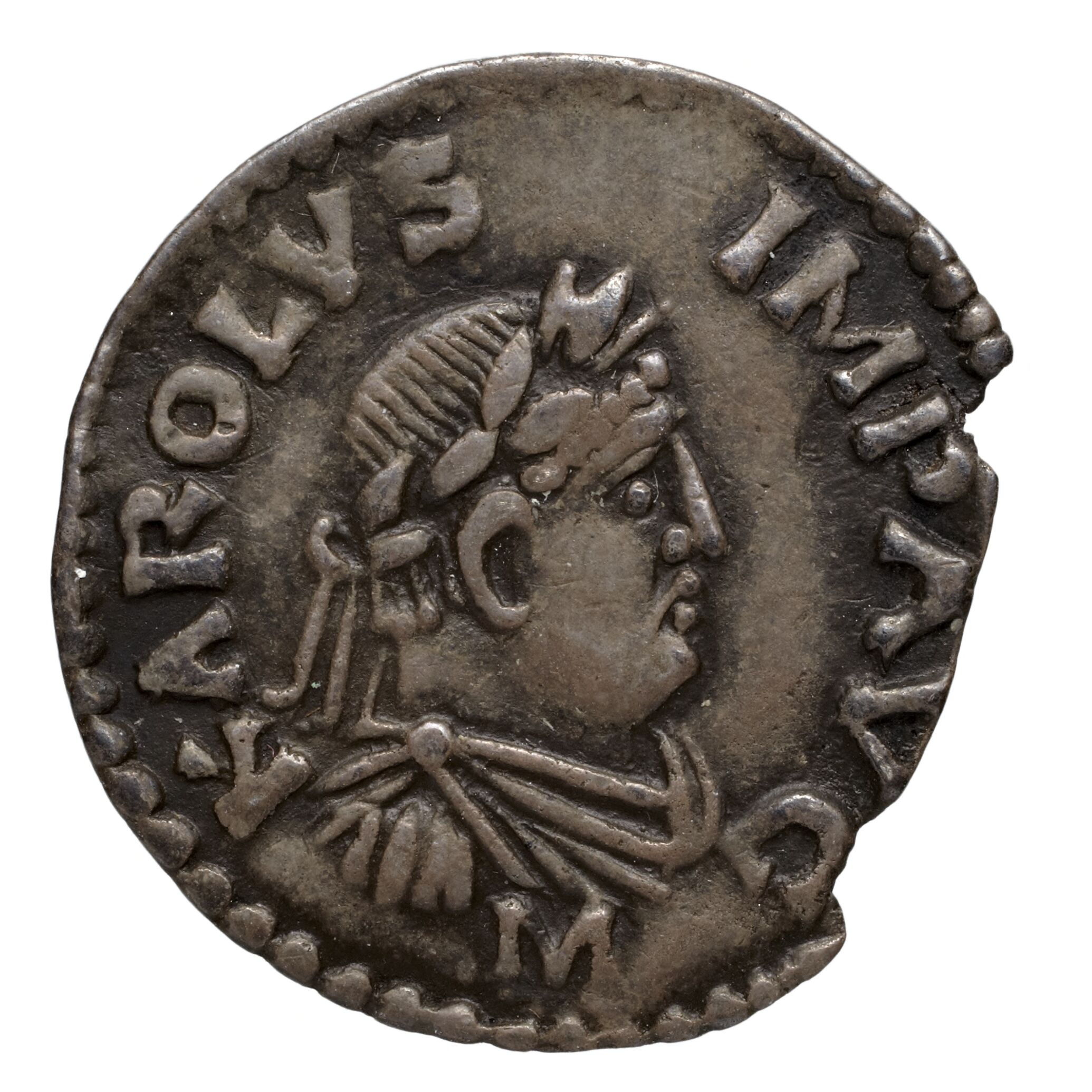
Denario del re franco Carlo Magno, incoronato imperatore romano (Imperator Augustus) nell'anno 800 da Papa Leone III in opposizione all'Impero romano nell'Oriente governato da Irene, una donna. La sua incoronazione fu fortemente disapprovata dall'Impero d'Oriente.

Fino alla metà dell'VIII secolo, quello che viene definito convenzionalmente Impero bizantino dagli storici moderni era riconosciuto internazionalmente come "Impero romano" non solo dagli abitanti dell'Impero d'Oriente ma dagli stessi europei occidentali. Fu solo in seguito all'alleanza del papato con i Franchi, che sfociò nell'incoronazione di Carlo Magno ad Imperatore dei Romani nel natale 800, che coloro che fino a poco tempo prima nelle fonti occidentali erano definiti Romani diventarono Graeci e il loro impero Imperium Graecorum. L'idea dietro questa ridenominazione consisteva nell'opinione che l'incoronazione di Carlo Magno non rappresentava una divisione (divisio imperii) dell'Impero romano tra Occidente e Oriente né una restaurazione (renovatio imperii) dell'Impero romano d'Occidente, bensì il trasferimento (translatio imperii) dell'imperium Romanum dai Greci in Oriente ai Franchi in Occidente. Dal punto di vista dei coevi dell'Europa Occidentale, a legittimare il titolo imperiale di Carlo Magno era non solo l'incoronazione da parte del Papa ma anche il fatto che regnava su territori precedentemente romani in Gallia, Germania e Italia (compresa la stessa Roma, che l'Imperatore d'Oriente aveva abbandonato).
Sebbene la sua incoronazione di per sé costituisse un disconoscimento esplicito della rivendicazione dell'Imperatore d'Oriente al dominio universale, Carlo Magno non sembrò volere a tutti i costi lo scontro con l'Impero bizantino. Infatti, al momento dell'incoronazione, si limitò ad assumere il titolo di Imperator omettendo che lo fosse dei Romani. Inoltre, in una lettera a Costantinopoli datata 813, Carlo Magno si autodefinì l'"Imperatore e Augusto nonché Re dei Franchi e dei Longobardi", omettendo diplomaticamente ogni riferimento ai Romani. L'assunzione del titolo imperiale da parte di Carlo Magno potrebbe essere giustificata dal fatto che era il re di più di un regno (equivalendo il titolo di imperatore con quello di re dei re).
Nelle sue monete si legge Karolus Imperator Augustus e nei documenti ufficiali era definito Imperator Augustus Romanum gubernans Imperium ("Imperatore Augusto, governante l'Impero romano") e serenissimus Augustus a Deo coronatus, magnus pacificus Imperator Romanorum gubernans Imperium ("serenissimo Augusto incoronato da Dio, grande imperatore pacifico governante l'Impero dei Romani"). Il fatto che si definisse un "imperatore governante l'Impero romano" e non un "imperatore romano" potrebbe essere interpretato come un espediente diplomatico per evitare la disputa su quale dei due fosse il vero imperatore e tentare di mantenere intatta l'unità percepita dell'impero.
I Bizantini considerarono l'incoronazione di Carlo Magno un'usurpazione nonché una violazione del loro ordine percepito del mondo. I due imperi tentarono di negoziare un compromesso. Non sono note le esatte condizioni negoziate, e le trattative furono lente, ma sembrerebbe che nell'802 Carlo Magno avesse proposto un matrimonio combinato tra lui e Irene. Tale matrimonio, se fosse stato realizzato, avrebbe comportato una unione tra i due imperi e, conseguentemente, la risoluzione del problema dei due imperatori. Tuttavia, mentre gli ambasciatori franchi erano ancora a Costantinopoli, Irene fu spodestata ed esiliata dal nuovo imperatore Niceforo I. Le trattative, tuttavia, proseguirono e nell'803 degli ambasciatori bizantini furono ricevuti in Germania da Carlo Magno per negoziare una pace provvisoria. Le proposte di pace di Carlo Magno furono però respinte da Niceforo e inoltre si accese un nuovo contrasto tra i due imperi per il possesso di Venezia.
Infatti nell'804 la fazione filo-franca, capeggiata da Obelerio, prese il potere a Venezia spodestando ed esiliando il duca filo-bizantino. Il nuovo duca venetico Obelerio nel natale 805 si recò ad Aquisgrana per rendere omaggio a Carlo e per ottenere il riconoscimento del loro dominio; l'anno successivo Venezia passò quindi nell'orbita franca, venendo assegnata alla giurisdizione di Pipino, re d'Italia e figlio di Carlo Magno. Nel frattempo i Venetici, con l'appoggio franco, sottrassero ai Bizantini il possesso della Dalmazia. Niceforo I reagì inviando una flotta condotta dal generale Niceta in Dalmazia, che fu rapidamente riconquistata; Niceta si fermò poi a Venezia, dove ricondusse Obelerio all'obbedienza e firmò una tregua annuale con i Franchi. Nell'808 un nuovo generale imperiale, Paolo stratego di Cefalonia, giunse a Venezia per continuare le trattative con i Franchi. Nell'809 Venezia fu invasa dal re d'Italia Pipino, che costrinse i Venetici a pagare un tributo.
Nell'810 le trattative di pace ripresero con lo spatario bizantino Arsafio che fu inviato da Niceforo I ad Aquisgrana per negoziare una tregua con Carlo. Nell'811 Arsafio ritornò a Costantinopoli per presentare all'Imperatore il trattato che aveva concluso con Carlo. Lungo il tragitto si fermò a Venezia dove depose i duchi filo-franchi Obelerio e Beato, sostituendoli con il duca filo-bizantino Partecipazio. Nel frattempo, però, nel luglio 811 l'Imperatore Niceforo I era morto in battaglia nella disfatta di Pliska patita contro i Bulgari guidati dal khan Krum. Il figlio e successore Stauracio gli sopravvisse soltanto per pochi mesi a causa delle gravi ferite riportate nella battaglia di Pliska che lo portarono in breve tempo alla morte. Il nuovo imperatore Michele I Rangabe, succeduto a Stauracio, si affrettò a concludere la pace con i Franchi, anche per la necessità di concentrare le proprie forze nella difesa di Costantinopoli dai Bulgari, diventati una minaccia molto seria in seguito alla disfatta di Niceforo.
Con la pace di Aquisgrana dell'812 l'impero bizantino riottenne la Venezia marittima, riconoscendo in cambio ai Franchi il possesso dell'Istria e dell'entroterra della Dalmazia. In base al suddetto trattato Michele I riconobbe al "fratello spirituale" Carlo Magno il titolo di imperatore ma non quello di Imperatore dei Romani; l'imperium di Carlo era considerato limitato ai suoi domini effettivi (e dunque non universale) e non come qualcosa che gli potesse sopravvivere (i suoi successori furono definiti dei "re" e non degli imperatori nelle fonti bizantine). In risposta all'adozione franca del titolo imperiale, gli imperatori bizantini adottarono il titolo completo di "Imperatore dei Romani" al posto del semplice "Imperatore" usato in precedenza, in maniera da rendere evidente la loro superiorità sull'imperatore carolingio. Il trattato di pace venne ratificato nell'815 dagli Imperatori Leone V (che aveva rovesciato nel frattempo Michele) e Ludovico il Pio. Comunque sia l'indebolimento dei Carolingi, con la successiva disgregazione del loro impero, unito al contemporaneo rafforzamento dell'Impero bizantino, permise successivamente agli imperatori d'Oriente di disconoscere il trattato dell'812 come se non fosse mai avvenuto. Già nell'824 una lettera degli imperatori bizantini Michele II e Teofilo all'Imperatore carolingio Ludovico I il Pio lo definiva glorioso regi Francorum Francorum et Langobardorum et vocato eorum imperatori ("al glorioso re dei Franchi e dei Longobardi e chiamato loro imperatore").

#### Ludovico II e Basilio I

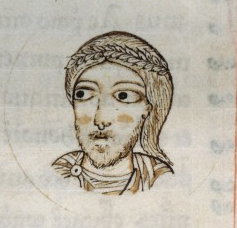
La lettera di Ludovico II, datata 871, all'imperatore bizantino Basilio I mostra che i due imperatori avevano idee completamente diverse sul significato della parola "romano".

Una importante fonte primaria relativa al problema dei due imperatori nel periodo carolingio è una lettera di Ludovico II, il quarto imperatore carolingio, sebbene il suo dominio effettivo fosse limitato all'Italia Settentrionale a causa della frammentazione del resto dell'Impero in diversi regni i quali tuttavia gli riconobbero il titolo imperiale. La lettera in questione, datata 871, fu scritta in risposta di una lettera provocatoria dell'Imperatore bizantino Basilio I il Macedone. Sebbene la lettera di Basilio sia andata perduta, i suoi contenuti possono essere dedotti dalla situazione geopolitica dell'epoca e dalla risposta di Ludovico e si può supporre che riguardasse anche la cooperazione in corso tra i due imperi contro i Musulmani. Il punto focale della lettera di Basilio era il rifiuto di riconoscere Ludovico II come imperatore romano.
Sembrerebbe che Basilio avesse basato il suo rifiuto su due punti principali: la non ereditarietà del titolo di imperatore romano e l'illegittimità dell'assunzione di tale titolo da parte del membro di una gens (cioè un'etnia). I Franchi e gli altri popoli europei erano visti come gentes differenti ma, per Basilio e il resto dei Bizantini, i "Romani" non costituivano una gens. Dal punto di vista bizantino, Ludovico, appartenendo alla gens dei Franchi, non era né romano né un imperatore romano, a differenza di Basilio, che rivendicò di essere l'unico imperatore romano legittimo. Basilio, sebbene non fosse del tutto contrario a riconoscere a Ludovico il titolo di Imperatore dei Franchi, sembrerebbe aver messo in dubbio la legittimità anche di questo titolo in quanto solo il sovrano dei Romani aveva diritto al titolo di basileus (imperatore).
Nella lettera di Ludovico (il cui reale autore, su commissione, probabilmente fu il prominente clericale romano Anastasio Bibliotecario), viene espressa una concezione di etnia diversa da quella bizantina: mentre per Basilio i Romani (cioè i Bizantini) non costituivano una gens, per Ludovico tutti i popoli, senza eccezioni, lo erano. La lettera identifica con la gens romana (popolo romano) gli abitanti della città di Roma, del cui abbandono vengono accusati i Bizantini. In risposta alle tesi bizantine, il testo esprime la convinzione che tutte le gentes potevano essere governate da un basileus, come provava il fatto che il titolo (che in origine significava semplicemente "re") era stato usato in passato per definire altri sovrani (tra cui quelli persiani). Inoltre Ludovico si mostrò in disaccordo con l'idea che il membro di una gens non potesse diventare l'imperatore romano, citando come controesempi le gentes della Hispania (terra di origine della dinastia teodosiana), l'Isauria (terra di origine della dinastia isaurica) e la Khazaria (da dove era originario Leone IV) che avevano dato i natali a diversi imperatori, sebbene i Bizantini avrebbero potuto obiettare che le consideravano popolazioni romane e non gentes. Le opinioni espresse dai due imperatori per quanto concerne l'etnicità erano in un certo senso paradossali: Basilio aveva definito l'Impero romano in termini etnici nonostante non considerasse i Romani una etnia, al contrario di Ludovico che evitò di definire l'Impero romano in termini etnici (definendolo l'Impero di Dio, il creatore di tutte le etnie) pur considerando i Romani un'etnia.

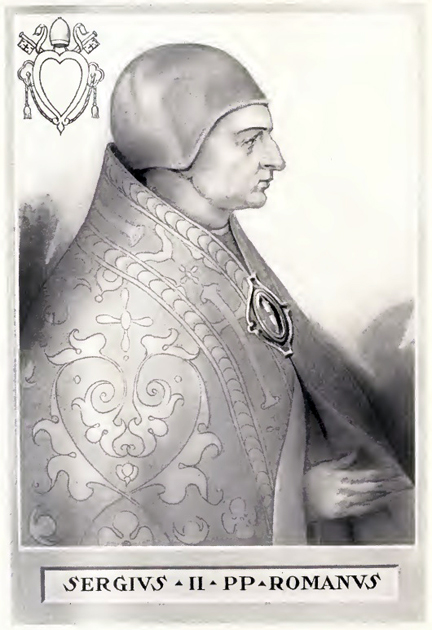
L'Imperatore Ludovico II era stato incoronato imperatore da Papa Sergio II. Il supporto del papato fu uno dei fattori chiave da cui derivavano la propria legittimità l'Impero carolingio prima e il Sacro Romano Impero poi.

Ludovico difese la propria legittimità anche con argomentazioni religiose. Affermò di essere l'imperatore romano legittimo perché era stato incoronato dal Papa di Roma, l'effettivo governatore della città. In precedenza il Pontefice, condannando come eretiche le opinioni religiose dei Bizantini, aveva deciso di trasferire l'Impero romano dai Greci ai Franchi. L'idea era che Dio, agendo mediante il proprio vicario (il Papa), aveva affidato all'Imperatore carolingio il governo e la protezione della città, del popolo e della Chiesa di Roma. La lettera ribadisce inoltre che Ludovico non era l'Imperatore dei Franchi bensì dei Romani, in quanto era stato lo stesso popolo romano ad aver assegnato il titolo imperiale ai suoi predecessori. Ludovico, inoltre, argomentò che, mentre gli imperatori carolingi erano gli imperatori romani legittimi in quanto incoronati dal Papa, quelli bizantini, al contrario, erano proclamati o dal senato bizantino o dal popolo o dall'esercito, se non addirittura da donne (forse un'allusione a Irene). Ludovico glissò sul fatto che gli antichi imperatori romani erano proclamati esattamente secondo le modalità bizantine, e non certo mediante l'incoronazione da parte del Papa. Sorvolò inoltre sul fatto che il titolo Imperator in epoca repubblicana indicava il comandante dell'esercito, e solo in seguito assunse il significato di sovrano dell'Impero romano.
Nessuna delle parti contendenti aveva intenzione di ammettere la verità ovvia, che ora vi erano due imperi e altrettanti imperatori, in quanto non erano disposti a rinunciare all'idea dell'unicità dell'impero universale. In risposta alle perplessità di Basilio su come fosse possibile conciliare l'idea che sulla Terra ci fossero un solo impero e una sola Chiesa con il fatto che gli imperatori fossero due, la lettera di Ludovico afferma che l'"impero indivisibile" è quello di Dio che ha stabilito che la Chiesa "non debba essere retta né da me né da te solo, se non nel caso in cui fossimo legati l'uno con l'altro da tanto amore da non sembrare divisi ma un tutt'uno". Probabilmente Ludovico riteneva che ci fosse un solo impero, ma con due pretendenti al titolo imperiale (in altre parole un imperatore e un antimperatore). Nella lettera Ludovico si autodefinisce "Imperatore Augusto dei Romani" mentre Basilio viene definito il "gloriosissimo e pio imperatore di Nuova Roma". Il fatto che Ludovico nella lettera riconosca a Basilio il titolo di imperatore potrebbe essere considerato una forma di cortesia che non implicava necessariamente l'accettazione di ciò che il titolo implicava.
La lettera di Ludovico accusa i Bizantini di essere fuggiti dalle proprie responsabilità, abbandonando Roma, la sede dell'Impero, perdendo lo stile di vita romano e dimenticando la lingua latina, diventando così dei Greci sia di lingua che di costumi. Per questi motivi, secondo la lettera, l'Impero di Costantinopoli non aveva diritto ad essere definito "romano". Si ritiene che Ludovico avesse affidato il compito di redigere la lettera al prominente clericale Anastasio Bibliotecario, il quale non era franco ma un abitante della città di Roma. Probabilmente l'opinione espressa nella lettera di Ludovico era condivisa da altre prominenti figure a Roma.
In seguito alla morte di Ludovico nell'875, in occidente continuarono a essere incoronati imperatori per alcuni decenni, ma i loro regni erano spesso brevi e problematici e inoltre il loro potere effettivo era molto limitato; per tale motivo il problema dei due imperatori cessò per qualche tempo di essere una questione importante per i Bizantini.

### Periodo ottoniano

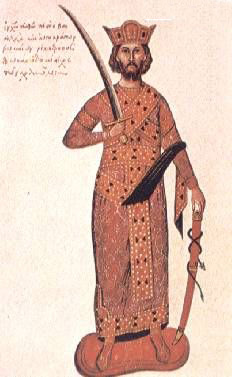
L’Imperatore Niceforo II Foca rimase oltraggiato dall'incoronazione da parte del Papa di Ottone I e giurò di riconquistare l'Italia e costringere il Papa a sottomettersi a lui.

Il problema dei due imperatori si ripresentò allorquando Papa Giovanni XII incoronò il re di Germania, Ottone I, Imperatore dei Romani nel 962, circa 40 anni dopo la morte del precedente imperatore incoronato dal Papa, Berengario I. Per i Bizantini, l'incoronazione di Ottone doveva essere risultata un contraccolpo grave almeno quanto, se non di più, quella di Carlo Magno, in quanto Ottone e i suoi successori insistettero sulla romanità del loro imperium in maniera più marcata dei loro predecessori carolingi. Le insistenti rivendicazioni territoriali di Ottone su tutta l'Italia e la Sicilia (in quanto era stato anche proclamato re d'Italia) lo portarono in conflitto con l'Impero bizantino. L'imperatore bizantino dell'epoca, Romano II, sembrerebbe non aver reagito alle aspirazioni imperiali di Ottone, ma il suo successore, Niceforo II, vi si oppose fermamente. Ottone, che sperava di assicurarsi diplomaticamente il riconoscimento imperiale e le province nell'Italia Meridionale mediante un'alleanza matrimoniale, nel 967 inviò un'ambasceria presso Niceforo, condotta da un certo Domenico. Nel frattempo, poiché le trattative andavano per le lunghe, nel 968 Ottone I tentò di forzare la mano invadendo il thema di Langobardia (cioè la Puglia bizantina) e assediando Bari; l'assalto tuttavia fallì a causa della mancanza di una flotta adeguata e della resistenza delle fortificazioni, e Ottone si risolse a ritirarsi dai territori invasi e a inviare una nuova ambasceria a Costantinopoli.

A condurre la nuova missione diplomatica di Ottone era Liutprando di Cremona, che già in precedenza, nel 949, era stato a Costantinopoli come ambasciatore per conto di Berengario II. Al suo arrivo a Costantinopoli nel giugno del 968, Liutprando fu accolto in maniera ostile dall'agguerrito Imperatore Niceforo II Foca, che lo accusò di essere una spia e attaccò Ottone I, reo a suo dire di aver invaso Roma, di aver privato illegalmente del proprio regno i sovrani Berengario e Adalberto, di aver compiuto torture e massacri, di aver invaso l'Italia Meridionale e istigato i principati della Langobardia Minor, vassalli bizantini, a rivoltarsi e a passare dalla sua parte. Liutprando difese la legittimità del governo di Ottone con il seguente discorso:

Per Liutprando, il fatto che Ottone I aveva agito come protettore della Chiesa e restauratore delle terre del Papato lo rendeva il vero imperatore, a differenza di quello bizantino che quelle terre le aveva perdute, dimostrando così di essere debole e indegno del titolo imperiale. Quanto all'invasione dell'Italia meridionale, Liutprando affermò che quei territori spettavano di diritto a Ottone in quanto appartenuti in passato ai Longobardi e successivamente liberati dai Saraceni per mano dell'Imperatore carolingio Ludovico II il Giovane. I toni divennero accesi e, in risposta agli attacchi di Niceforo alle popolazioni tedesche suddite di Ottone I (descritte come barbari ubriaconi) nonché alla frase provocatoria "Voi non siete Romani ma Longobardi", Liutprando affermò che loro (cioè Longobardi, Sassoni, Franchi, Lotaringi, Bavari, Svevi e Burgundi) ritenevano che non ci fosse insulto più grave di chiamare "romani" il loro peggiore nemico, essendo questi ultimi colmi di vizi. A inasprire ulteriormente il clima contribuì l'arrivo a Costantinopoli di una lettera offensiva da Papa Giovanni XIII, forse scritta sotto pressione di Ottone, in cui l'Imperatore bizantino era definito "Imperatore dei Greci", negandone la romanità. Liutprando descrisse la reazione rabbiosa dei rappresentanti di Niceforo per questo affronto, il che implica che anche i Bizantini avevano sviluppato una teoria analoga alla translatio imperii riguardante il trasferimento del potere da Roma a Costantinopoli:
Liutprando tentò diplomaticamente di giustificare il Papa affermando che fosse convinto che i Bizantini non avrebbero gradito il termine "Romani" in quanto si erano trasferiti a Costantinopoli e cambiato i propri costumi, e rassicurò Niceforo sul fatto che in futuro le lettere papali destinate agli imperatori sarebbero state indirizzate al "grande e augusto imperatore dei Romani".

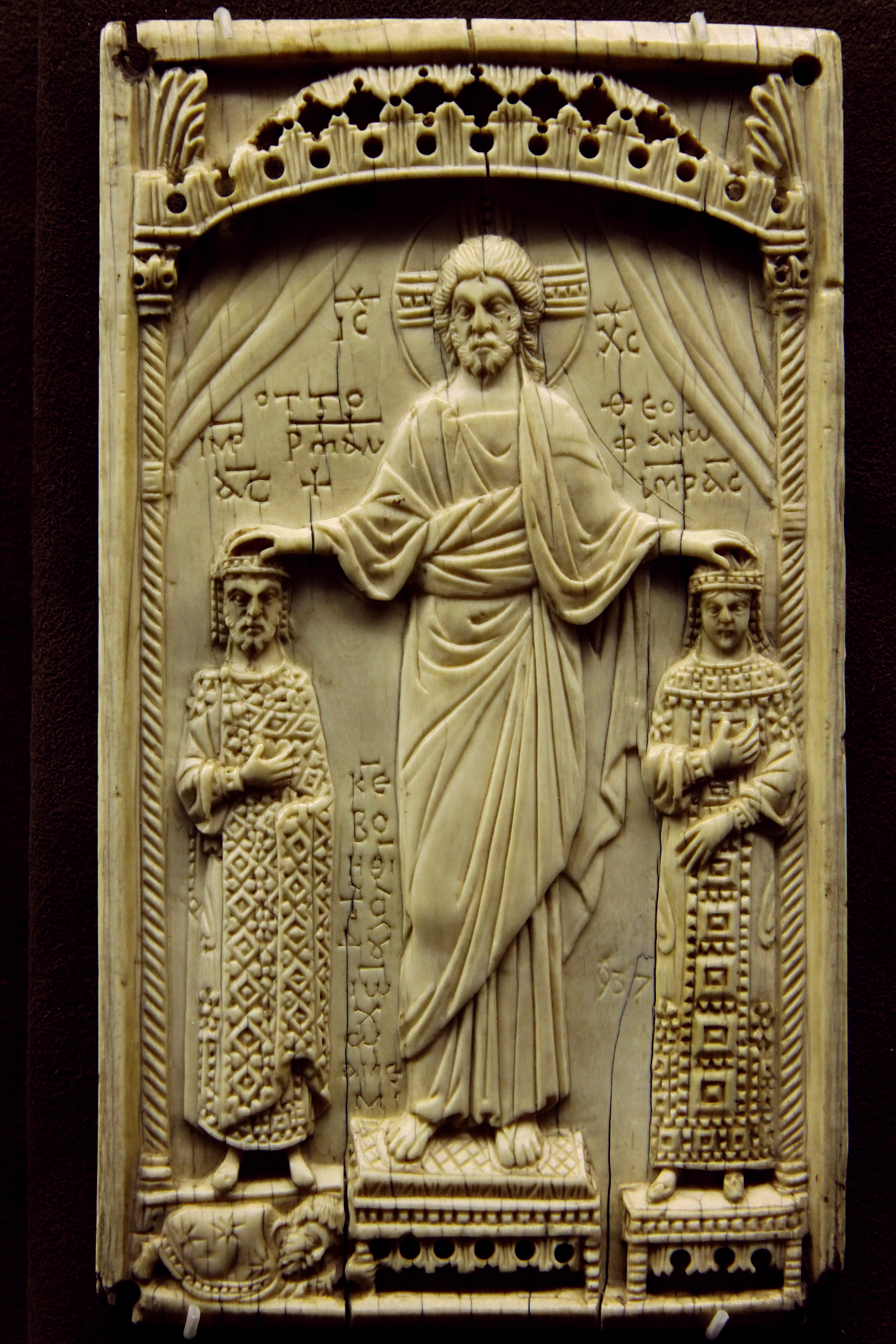
Copertina d'avorio del X secolo ispirata dall'arte bizantina e raffigurante il Sacro Romano Imperatore Ottone II e la moglie, l'Imperatrice Teofano.

La missione di Liutprando a Costantinopoli si rivelò un fallimento diplomatico. Niceforo rifiutò di riconoscere Ottone I come suo pari, definendolo un mero re barbaro che non aveva alcun diritto di definirsi né imperatore né tanto meno romano. Neanche la richiesta di un matrimonio tra il figlio di Ottone e una principessa bizantina (segnatamente la figlia di Romano II e di Teofano) fu accolta dalla corte imperiale, che riteneva inaudito che una porfirogenita sposasse un barbaro. Niceforo affermò provocatoriamente che avrebbe acconsentito al matrimonio solo a condizione che gli fossero restituite Roma e Ravenna. Per quanto riguarda l'Italia Meridionale, Niceforo II si dichiarò contrario a ogni concessione, e minacciò anzi di invadere i territori dello stesso Ottone I, affermando che "gli metteremo contro tutte le nazioni; e lo ridurremmo in brandelli". Lo stesso Liutprando, ritenuto una spia, fu imprigionato per diversi mesi, e gli fu concesso di tornare in Italia solo nell'ottobre del 968. In seguito al fallimento delle trattative, Ottone riprese a invadere e a devastare i territori bizantini in Italia meridionale, con alterni successi. Il tentativo da parte di Ottone di ottenere un'alleanza materiale ebbe successo solo in seguito alla morte di Niceforo. Nel 972, sotto il regno dell'Imperatore bizantino Giovanni I Zimisce, fu combinato un matrimonio tra il figlio di Ottone e co-imperatore Ottone II e la bizantina Teofano, della quale è incerta l'origine: secondo alcuni studiosi andrebbe identificata con la figlia di Romano II (dunque con la porfirogenita richiesta da Ottone), mentre altri la ritengono una parente (forse una nipote) non porfirogenita di Giovanni Zimisce. Con tale accordo fu stabilito che i principati di Capua e Benevento sarebbero diventati vassalli di Ottone I, il quale in cambio rinunciava a ogni pretesa sull'Italia meridionale bizantina.
Se si eccettuano sei diplomi datati 966 in cui gli viene attribuito il titolo di imperator augustus Romanorum ac Francorum ("Imperatore Augusto dei Romani e dei Franchi"), Ottone I preferì omettere ogni riferimento ai Romani nella titolatura imperiale, accontentandosi del più semplice Imperator Augustus. Tale tendenza potrebbe essere riconducibile alla volontà di non urtare l'Imperatore bizantino, nella speranza di riuscire a ottenerne il riconoscimento. Sotto i suoi successori, il termine "romano" comparve più frequentemente nella titolatura imperiale. Nell'XI secolo, il re tedesco (il titolo detenuto da coloro che in seguito furono incoronati imperatori) assumeva il titolo di Rex Romanorum ("Re dei Romani") e nel secolo successivo, la titolatura imperiale standard divenne dei gratia Romanorum Imperator semper Augustus ("Per Grazia di Dio, Imperatore dei Romani, per sempre Augusto").

### Periodo Hohenstaufen
La disputa continuò anche sotto la dinastia Hohenstaufen (sveva). In Occidente l'Imperatore bizantino era definito il rex graecorum (re dei Greci) e non un imperatore. A loro volta i Bizantini consideravano i Sacri Romani Imperatori dei meri re di Germania. Ad esempio, nell'Alessiade di Anna Comnena (redatta intorno al 1148), l'Imperatore dei Romani è suo padre, Alessio I, mentre il Sacro Romano Imperatore Enrico IV è il "re di Germania".
Intorno al 1150, l'Imperatore bizantino Manuele I Comneno rimase coinvolto in una lotta a tre con il Sacro Romano Imperatore Federico I Barbarossa e il Re di Sicilia normanno Ruggero II. Manuele aspirava a ridimensionare l'influenza dei due rivali e al contempo ottenere il riconoscimento dal Papa (e, conseguentemente, dall'Europa Occidentale) come il solo imperatore legittimo, il che avrebbe unito il Cristianesimo sotto il suo dominio. Manuele, al fine di raggiungere questo obbiettivo ambizioso, finanziò una lega di comuni lombardi affinché si rivoltassero contro Federico e istigò i baroni normanni dissidenti a fare lo stesso ai danni del re di Sicilia. Manuele allestì finanche una spedizione di riconquista dell'Italia meridionale; si trattò dell'ultima volta in cui un esercito bizantino mise piede in Europa Occidentale. Malgrado alcuni successi iniziali, subito vanificati dalla controffensiva normanna, la campagna di Manuele si rivelò un fallimento e non fece che procurargli l'odio di Barbarossa e Ruggero, che si allearono tra loro contro la comune minaccia bizantina.

#### La crociata di Federico Barbarossa
I conflitti tra Bisanzio e il Sacro Romano Impero si riaccesero nel 1187 in occasione della terza crociata allestita in risposta alla conquista di Gerusalemme per mano del sultano Saladino. L'armata crociata, posta sotto il comando di Federico Barbarossa, decise di passare per i territori dell'Impero bizantino, cosa che però suscitò i timori dell'Imperatore d'Oriente Isacco II Angelo, che temeva che Barbarossa intendesse in realtà annientare l'Impero bizantino. Di conseguenza Isacco II ordinò l'arresto di numerosi cittadini latini a Costantinopoli e si alleò segretamente con Saladino promettendogli che avrebbe tentato di ostacolare ed eventualmente distruggere l'esercito tedesco.
Barbarossa, pur non essendo a conoscenza dell'alleanza di Isacco con Saladino, diffidava dell'Imperatore rivale. Di conseguenza gli inviò un'ambasceria all'inizio del 1189, condotta dal Vescovo di Münster. In quel momento Isacco si era assentato dalla capitale, impegnato nella repressione di una rivolta a Filadelfia, e ritornò a Costantinopoli una settimana dopo l'arrivo dell'ambasceria tedesca. Al suo ritorno fece imprigionare gli ambasciatori, probabilmente per assicurarsi ostaggi tedeschi ma anche per il timore che l'ambasceria di Barbarossa avesse notato la presenza nella capitale degli ambasciatori inviati da Saladino.
Il 28 giugno 1189 l'esercito crociato di Barbarossa raggiunse la frontiera bizantina. Il governatore bizantino di Branitchevo aveva ricevuto da Isacco ordini di ostacolare o, se possibile, distruggere l'esercito tedesco. Nei pressi di Niš, Barbarossa fu ripetutamente assalito da briganti locali sotto gli ordini del governatore di Branitchevo, subendo perdite minime. Un problema più serio era costituito dalla carenza di vettovaglie, a causa del rifiuto da parte dei Bizantini di aprire i mercati per l'esercito tedesco. Isacco giustificò la mancanza di mercati sostenendo di non essere stato avvisato tempestivamente dell'arrivo di Barbarossa, spiegazione che non convinse l'Imperatore tedesco, che riteneva di avere dato un preavviso sufficiente mediante l'invio dell'ambasceria. Mentre si trovava ancora a Niš fu rassicurato dagli ambasciatori bizantini che il consistente esercito bizantino di stanza a Sofia fosse stato assemblato per combattere i Serbi e non i Tedeschi. In realtà si trattava di una menzogna, come dimostrò il fatto che l'esercito crociato fu attaccato proprio da quell'esercito bizantino, il quale tuttavia fuggì alla prima carica della cavalleria tedesca.

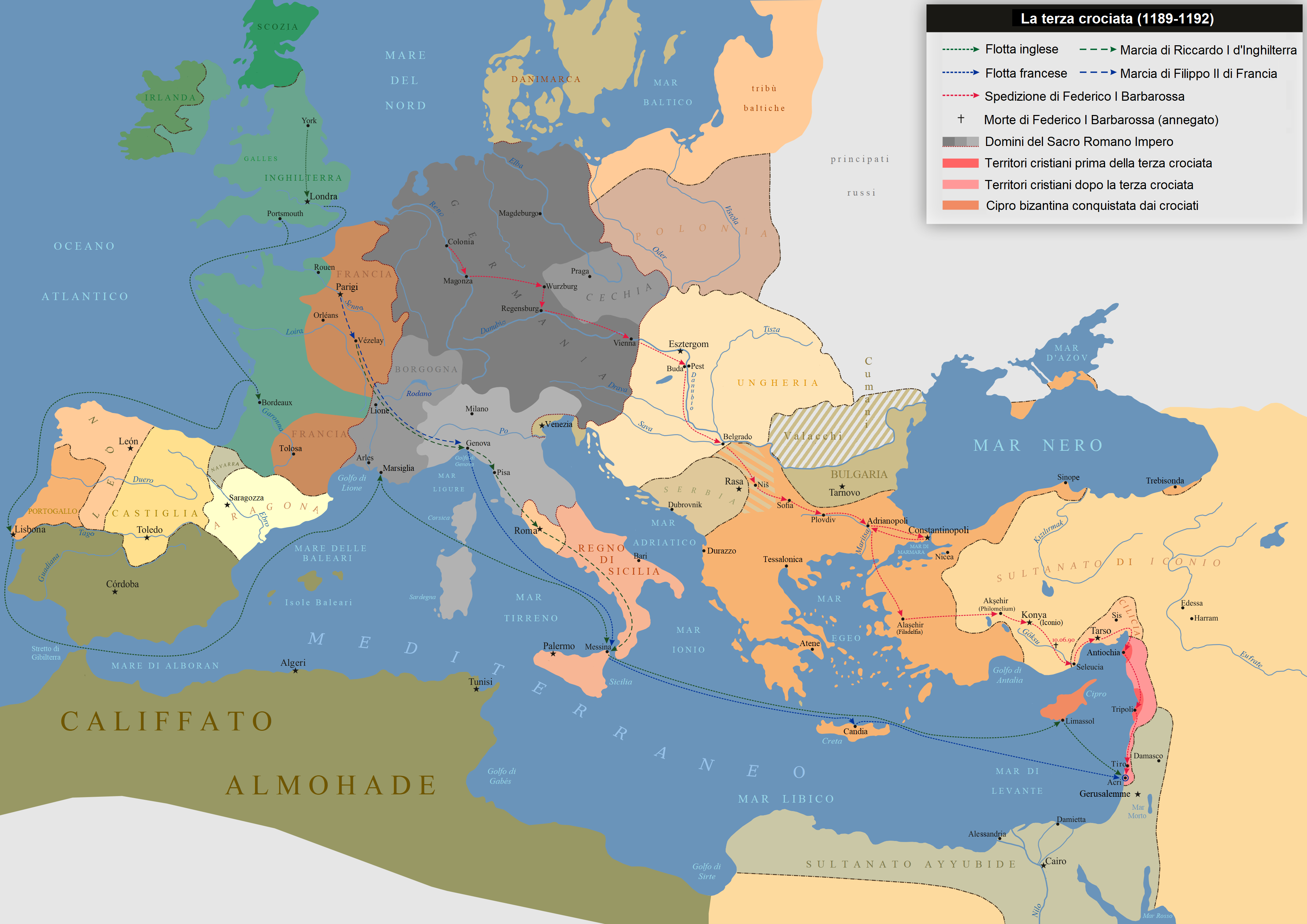
Percorso della terza crociata (1189-1192).

Isacco II fu colto dal panico e si mostrò incerto nella gestione del problema Barbarossa inviando ordini contraddittori al governatore della città di Filippopoli, una delle fortezze più resistenti della Tracia. Nel timore che i Tedeschi intendessero usare la città come base di operazioni, il suo governatore, Niceta Coniata, ricevette dapprima l'ordine di rinforzare le mura cittadine e di conservare la fortezza a tutti i costi, e successivamente di abbandonare la città e di distruggerne le fortificazioni. Nel frattempo Barbarossa scrisse al principale comandante bizantino, Manuele Camytzes, che ogni "resistenza era vana", precisando al contempo di non avere intenzioni ostili nei confronti dell'Impero bizantino. Il 21 agosto, una lettera di Isacco II raggiunse Barbarossa, accampato fuori Filippopoli. Nella lettera Isacco II si definì esplicitamente l'"Imperatore dei Romani", offendendo così Barbarossa. Inoltre, Isacco II chiedeva la metà dei territori conquistati ai Musulmani durante la crociata e giustificò le proprie azioni affermando di aver udito dal governatore di Branitchevo che Barbarossa intendesse conquistare l'Impero bizantino e porvi sul trono il proprio figlio Federico VI di Svevia. Al contempo Barbarossa apprese dell'imprigionamento dell'ambasceria precedente. Alcuni dei baroni crociati suggerirono di attaccare immediatamente i Bizantini, ma Barbarossa preferì per il momento la soluzione diplomatica.
Nella corrispondenza tra Isacco II e Barbarossa, nessuno dei due si rivolse al rivale con il titolo appropriato. Nella prima lettera, Isacco II si rivolse a Barbarossa definendolo il "re di Germania". Successivamente, resosi conto che l'uso del titolo "sbagliato" difficilmente avrebbe migliorato la situazione tesa, nella seconda lettera definì Barbarossa il "nobilissimo per nascita Imperatore di Germania" (ma non dei Romani). Successivamente i Bizantini cedettero alle pressioni ricevute accettando di chiamarlo "il nobilissimo imperatore della Vecchia Roma" (in contrapposizione alla Nuova Roma, Costantinopoli). I Tedeschi, da parte loro, continuarono a rivolgersi a Isacco II definendolo l'Imperatore greco o l'Imperatore di Costantinopoli.

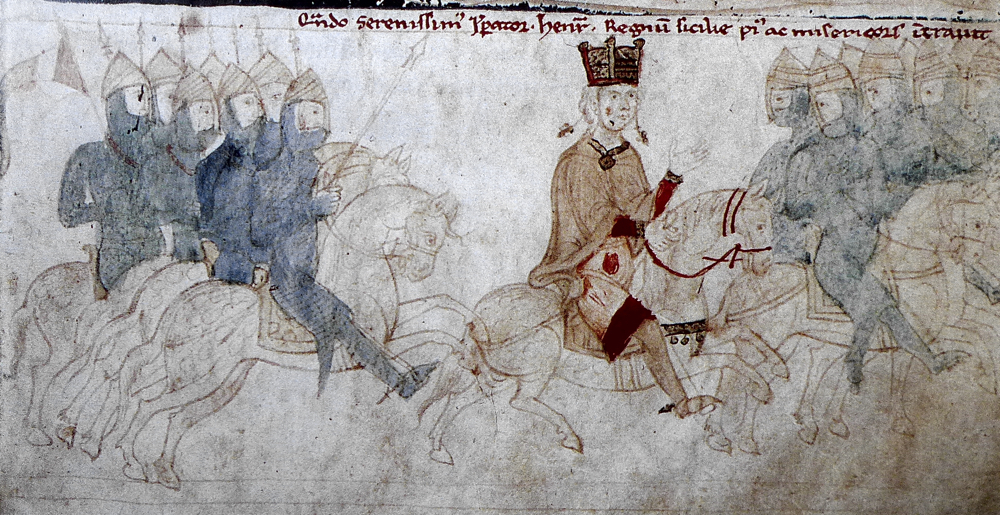
L'Imperatore Federico Barbarossa raffigurato durante la terza crociata.

I Bizantini continuarono a ostacolare i Tedeschi. Il vino lasciato nella città abbandonata di Filippopoli era stato avvelenato, e una seconda ambasceria inviata a Costantinopoli da Barbarossa fu anch'essa imprigionata, anche se subito dopo Isacco II cedette e liberò tutti gli ambasciatori. Quando le ambascerie si ricongiunsero con Barbarossa a Filippopoli esse rivelarono al Sacro Romano Imperatore l'alleanza di Isacco II con Saladino, e sostennero la tesi che l'Imperatore bizantino intendesse annientare l'armata tedesca durante l'attraversamento del Bosforo. In segno di vendetta per la propaganda anti-crociata nella regione limitrofa, i Crociati devastarono i dintorni di Filippopoli, massacrandone la popolazione. Dopo che Barbarossa fu definito di nuovo "Re di Germania", egli si adirò e pretese ostaggi dai Bizantini (compresi figlio e famigliari di Isacco II), sostenendo inoltre di essere l'unico vero imperatore dei Romani ed esplicitando le sue intenzioni di svernare in Tracia malgrado l'offerta dell'Imperatore bizantino di assistere l'armata crociata nell'attraversamento del Bosforo.
A questo punto Barbarossa si convinse che l'unico modo per garantire il successo della Crociata fosse la conquista di Costantinopoli. Alla fine del 1189 dichiarò ufficialmente guerra all'Impero bizantino. Il 18 novembre inviò una lettera al figlio Enrico nella quale elencava le difficoltà incontrate, gli ordinò di allestire una flotta consistente e di raggiungerlo con essa nel Bosforo la primavera successiva, al fine di assaltare Costantinopoli. Inoltre Enrico ricevette istruzioni di assicurarsi il supporto papale per la campagna contro i Bizantini in quanto nemici della Chiesa. Isacco II reagì alle minacce affermando che la Tracia sarebbe stata una "trappola letale" per Barbarossa e che era troppo tardi per sfuggire alla "sua rete". Tuttavia, quando l'esercito di Barbarossa si avvicinò minacciosamente a Costantinopoli, Isacco II cedette e aprì i negoziati di pace, essendosi reso conto di non essere in grado di sconfiggere l'esercito tedesco e di rischiare seriamente la perdita della stessa Costantinopoli. Isacco accettò di concedere ai Tedeschi il passaggio attraverso l'Impero, nonché il trasporto lungo il Bosforo e l'apertura dei mercati, e inoltre di rimborsare i danni procurati all'esercito di Barbarossa nel corso della spedizione. Federico continuò la marcia verso la Terra Santa senza che avvenissero ulteriori incidenti con i Bizantini, se si eccettua il sacco di Filadelfia compiuto dai Crociati in seguito al rifiuto del governatore cittadino di aprire loro i mercati. Gli incidenti avvenuti nel corso della terza crociata alimentarono le tensioni tra i Bizantini e l'Occidente. Per i Bizantini la devastazione della Tracia e l'efficienza dei soldati crociati erano una prova della minaccia da essi costituita, mentre in Occidente il maltrattamento dell'Imperatore e l'imprigionamento delle due ambascerie furono considerati dei gravi affronti.

#### La minaccia di Enrico VI

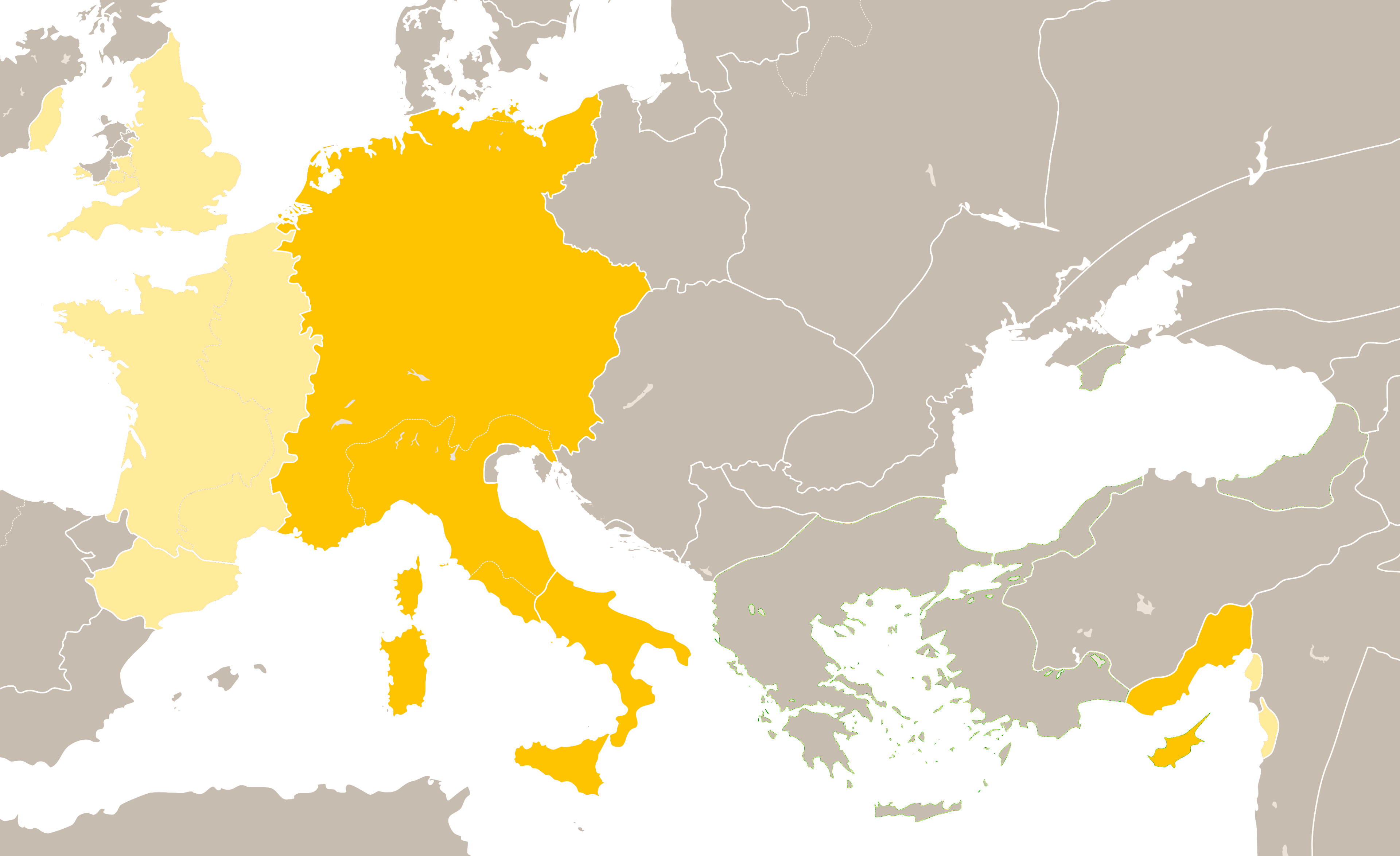
L'imperatore Enrico VI per poco non riuscì a unificare i Cristiani sotto il proprio giogo, governando Germania e Italia in qualità di Imperatore del Sacro Romano Impero e di Re di Sicilia, avendo come vassalli i regni di Cipro e di Armenia cilicia e avendo ricevuto il riconoscimento di suzerain dai regni di Inghilterra, Francia e Aragona e degli stati crociati nel Levante. Impose inoltre un tributo all'Impero bizantino, nei confronti del quale potrebbe aver avuto ambizioni di conquista.

Federico Barbarossa morì prima di raggiungere la Terra Santa e il figlio e successore, Enrico VI, perseguì una politica estera volta a costringere la corte bizantina a riconoscerlo come l'unico imperatore legittimo. Entro il 1194, Enrico VI aveva vittoriosamente consolidato il possesso dell'Italia mediante l'incoronazione a Re di Sicilia in aggiunta ai titoli già detenuti di Sacro Romano Imperatore e di Re d'Italia, e volse le proprie mire a oriente. Il mondo musulmano si era frammentato in conseguenza della morte di Saladino e inoltre la crociata di Barbarossa aveva messo a nudo la debolezza dell'Impero bizantino oltre a fornire un utile casus belli per aggredirlo. Inoltre, Leone II, il sovrano dell'Armenia cilicia, si era offerto a giurare fedeltà a Enrico VI in cambio della corona regale. Enrico, inoltre, diede in moglie una figlia di Isacco II sua prigioniera, Irene Angela, a suo fratello Filippo di Svevia nel 1195, in modo da creare un legame dinastico che avrebbe potuto rivelarsi utile per future rivendicazioni.
Nel 1195 Enrico VI inviò inoltre un'ambasceria all'Impero bizantino, pretendendo da Isacco II il trasferimento di un tratto di terra da Durazzo a Tessalonica precedentemente conquistata dal re di Sicilia Guglielmo II, oltre alla promessa che i Bizantini avrebbero fornito un appoggio navale nei preparativi per una nuova crociata. Secondo gli storici bizantini, gli ambasciatori tedeschi parlavano come se Enrico VI fosse l'"imperatore degli imperatori" e il "signore dei signori". Enrico VI intendeva costringere i Bizantini a diventare suoi tributari in cambio della pace, e i suoi inviati calcarono la mano sui danni procurati dai Bizantini durante il regno di Barbarossa. Pur non essendo in una posizione per opporre resistenza, Isacco II riuscì a modificare le condizioni in modo che esse fossero prettamente monetarie. Subito dopo aver accettato queste condizioni, Isacco II fu spodestato dal fratello maggiore, Alessio III Angelo.
Enrico VI riuscì a costringere Alessio III a pagargli un tributo sotto la minaccia di conquistare Costantinopoli durante la marcia verso la Terra Santa. Enrico VI ambiva a diventare il capo dell'intero mondo cristiano. Pur controllando direttamente solo Germania e Italia, era riuscito a inglobare buona parte degli stati cristiani nella propria sfera di influenza indiretta. Il suo tentativo di rendere l'Impero bizantino un suo subordinato fu solo uno dei passi nel suo piano, parzialmente coronato dal successo, di estendere la propria sovranità feudale su Francia, Inghilterra, Aragona, Armenia cilicia, Cipro e la Terra Santa. Sulla base dell'istituzione di basi nel Levante e la sottomissione dell'Armenia cilicia e Cipro, non è da escludere che Enrico VI avesse preso in considerazione l'invasione e la conquista dell'Impero bizantino, in modo da unificare i due imperi rivali sotto il suo dominio. Questo piano, insieme a quello di rendere la carica di imperatore ereditaria e non più elettiva, non si realizzò mai, anche perché gli affari interni in Sicilia e in Germania lo tenevano costantemente impegnato.
La minaccia costituita da Enrico VI spinse Alessio III ad alterare leggermente la propria titolatura latina in modo che essa suonasse meno provocatoria nei confronti del suo rivale tedesco e degli occidentali. Nel XII secolo la titolatura greca adottata nella corrispondenza con stati esteri aveva assunto la forma di en Christoi toi theoi pistos basileus theostephes anax krataios hupselos augoustos kai autokrator Romaion, ma in una lettera a Papa Innocenzo III, Alessio III si definì in Christo Deo fidelis imperator divinitus coronatus sublimis potens excelsus semper augustus moderator Romanorum. L'omissione opportuna di un et (traduzione di kai) nella titolatura latina dava luogo all'interpretazione che Alessio III, pur detenendo il titolo di Imperator, non fosse l'Imperatore romano ma semplicemente il moderator Romanorum ("Autocrate dei Romani"). Il successore di Alessio III, Alessio IV Angelo, modificò ulteriormente la titolatura imperiale invertendo l'ordine di moderator Romanorum in Romanorum moderator.

#### L'Impero latino

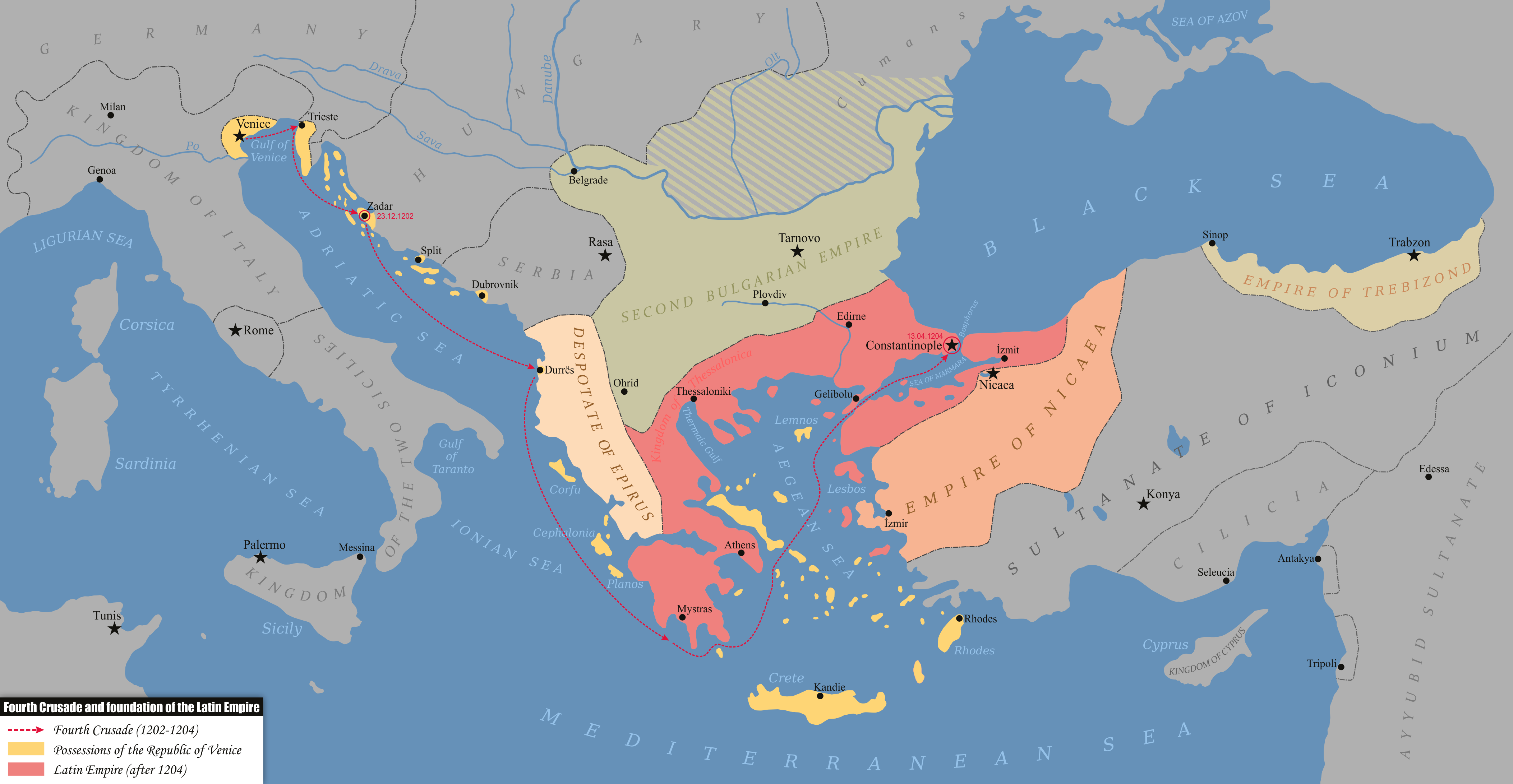
Il percorso della Quarta crociata (1202–1204) e la situazione politica entro i confini dell'ex Impero bizantino in seguito al suo successo.

Una serie di sfortunati eventi, uniti all'intervento di Venezia, fecero sì che la Quarta crociata (1202–1204) saccheggiasse Costantinopoli invece di attaccare il suo bersaglio originario, l'Egitto. Nell'impadronirsi di Costantinopoli nel 1204, i Crociati fondarono l'Impero latino, da essi chiamato l'imperium Constantinopolitanum, lo stesso termine usato nella corrispondenza papale per riferirsi all'Impero bizantino. Ciò suggerisce che, nonostante avessero insediato sul trono di Costantinopoli un imperatore cattolico, Baldovino I, e avessero rivoluzionato la struttura amministrativa dell'Impero trasformandolo in una rete feudale di contee, ducati e regni, i crociati si considerassero i continuatori dell'Impero bizantino e non i fondatori di una nuova entità statuale. È degno di nota il fatto che Baldovino I assunse il titolo di imperatore, non quello di re, malgrado il fatto che i Crociati, in quanto Cristiani Occidentali, riconoscessero il Sacro Romano Impero come il vero Impero romano e il suo sovrano l'unico vero imperatore e il fatto che i trattati che decretarono la fondazione dell'Impero latino lo ponessero esplicitamente al servizio della Chiesa Cattolica Romana.

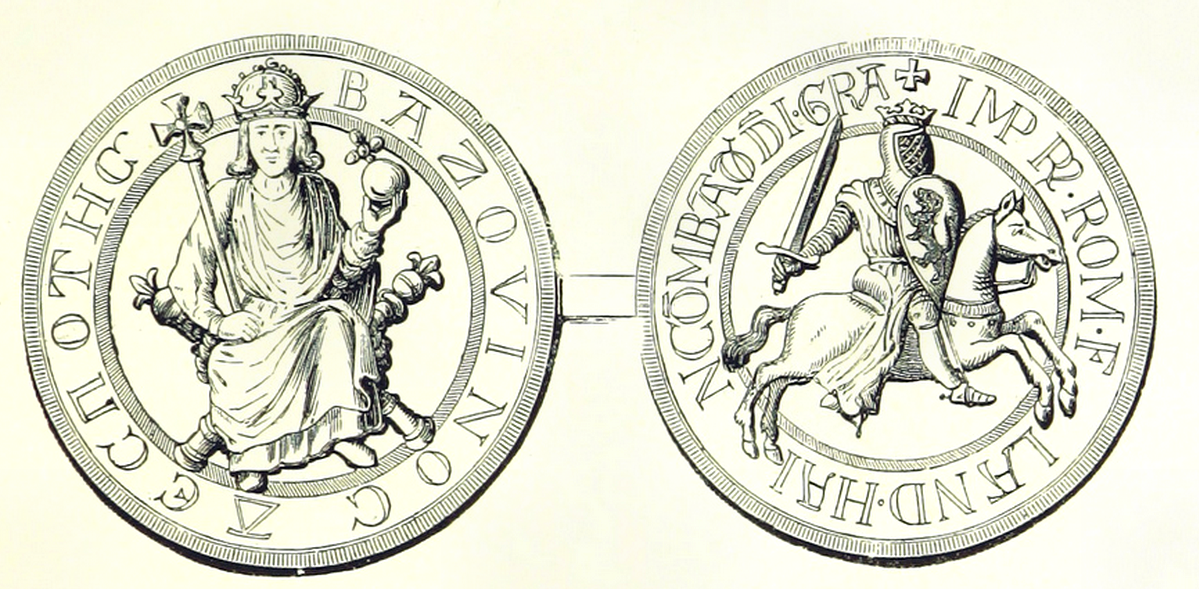
Sigillo di Baldovino I, il primo imperatore latino. L'abbreviazione Rom. è volutamente ambigua, potendo significare sia Romaniae ("dell'Impero romano") che Romanorum ("dei Romani").

I sovrani dell'Impero latino, pur autodefinendosi Imperatori di Costantinopoli (imperator Constantinopolitanus) o Imperatori dell'Impero romano (imperator Romaniae) nella corrispondenza con il Papato, adottarono gli stessi titoli imperiali usati dai loro immediati predecessori bizantini. Difatti la titolatura degli imperatori latini (Dei gratia fidelissimus in Christo imperator a Deo coronatus Romanorum moderator et semper augustus) era quasi identica alla versione latina della titolatura dell'Imperatore bizantino Alessio IV (fidelis in Christo imperator a Deo coronatus Romanorum moderator et semper augustus). Nei suoi sigilli, Baldovino I abbreviò Romanorum in Rom., un aggiustamento conveniente che creava un'ambiguità di significato, potendo essere interpretata come l'abbreviazione sia di Romanorum che di Romaniae. La dignità di Deo coronatus (titolo ereditato dagli imperatori bizantini) li differenziava degli Sacri Romani Imperatori, che dipendevano dal Papa per la loro incoronazione.
Gli imperatori latini videro il termine Romanorum o Romani sotto una nuova luce, non rifacendosi né all'idea occidentale di "Romani geografici" (abitante della città di Roma) né all'idea bizantina di "Romani etnici" (cittadini grecofoni dell'Impero bizantino). Per essi i Romani erano da identificare con tutti i sudditi dell'Imperatore romano e del suo impero multinazionale (comprendente tra gli altri Latini, Greci, Armeni e Bulgari).
Gli imperatori latini, pur riconoscendo il Sacro Romano Impero come il legittimo Impero romano, rivendicavano un rango quantomeno pari a quello del Sacro Romano Imperatore. Nel 1207–1208, l'Imperatore latino Enrico chiese la mano della figlia dell'eletto rex Romanorum, Filippo di Svevia, che non era ancora stato incoronato imperatore a causa della lotta allora in corso con il pretendente rivale Ottone di Brunswick. Gli inviati di Filippo risposero che Enrico era un advena (straniero) e solo nomine imperator (imperatore solo di nome) e che la proposta di matrimonio sarebbe stata accolta solo nel caso in cui Enrico avrebbe riconosciuto Filippo quale imperator Romanorum e suus dominus (suo padrone). Il matrimonio non si concretizzò, presumibilmente per il rifiuto dell'imperatore latino di sottomettersi al Sacro Romano Imperatore.
La nascita dell'Impero latino e la sottomissione di Costantinopoli alla Chiesa Cattolica favorì il graduale abbandono dell'idea di translatio imperii in favore della cosiddetta divisio imperii (divisione dell'Impero). Tale idea, accettata da Papa Innocenzo III, prevedeva il riconoscimento formale di Costantinopoli come sede imperiale e dei suoi sovrani come imperatori legittimi, i quali avrebbero regnato congiuntamente con i già riconosciuti imperatori dell'Occidente. Come conseguenza di questa idea gli imperatori latini non tentarono mai di rafforzare la propria autorità politica o religiosa in occidente, cercando piuttosto di assumere una posizione egemone in Europa orientale e nel Mediterraneo orientale, soprattutto per quanto concerne gli stati crociati nel Levante, che divennero materia di contesa con i Sacri Romani Imperatori.

### Restaurazione dell'Impero bizantino

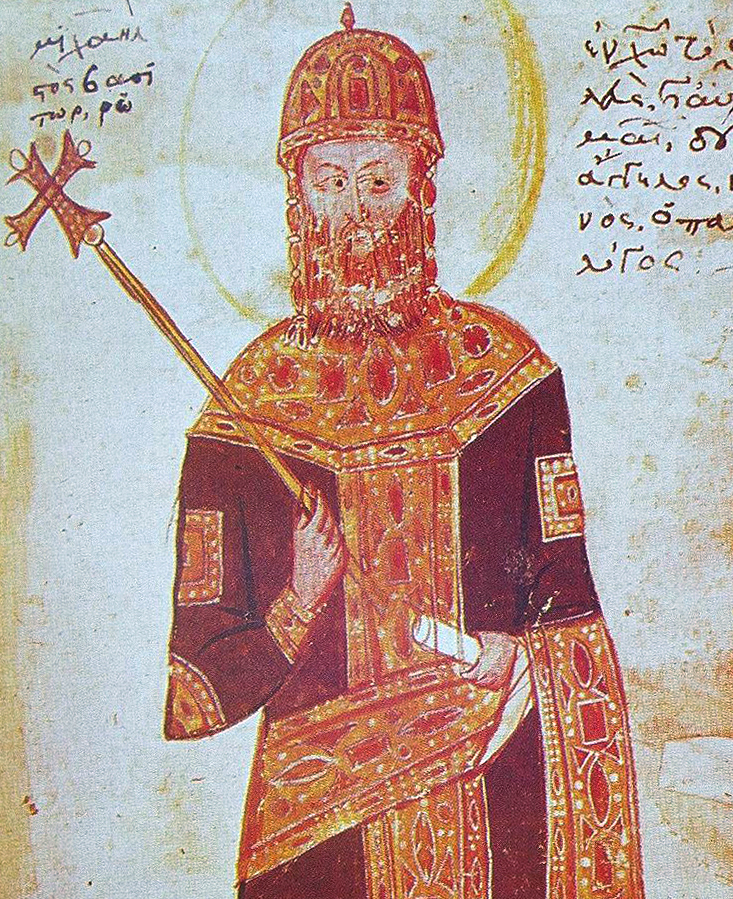
L'imperatore Michele VIII Paleologo riconquistò Costantinopoli dall'Impero latino nel 1261. La sua dinastia adottò una politica di riconciliazione con l'Occidente.

Con la riconquista bizantina di Costantinopoli del 1261 sotto l'Imperatore Michele VIII Paleologo, il Papato patì una perdita di prestigio e anche la sua autorità spirituale fu pesantemente danneggiata. Ancora una volta gli orientali avevano riaffermato il proprio diritto non solo al titolo di imperatore romano ma anche a una Chiesa indipendente da quella di Roma. I pontefici in carica sotto il regno di Michele tentarono di riaffermare la propria autorità religiosa sull'Impero bizantino. Michele, conscio della considerevole influenza del Papato in Occidente e desiderando evitare una ripetizione degli eventi del 1204, inviò un'ambasceria a Papa Urbano IV immediatamente dopo la riconquista della capitale. I due inviati vennero imprigionati non appena misero piede in Italia: uno fu scotennato vivo mentre l'altro riuscì a fuggire a Costantinopoli. Nel corso del suo regno, Michele fu ripetutamente minacciato dal re di Sicilia, Carlo I di Angiò, che aspirava a restaurare l'Impero latino con l'appoggio papale.
Michele VIII tentò di raggiungere la riunione tra la Chiesa Ortodossa orientale e la Chiesa di Roma, essendosi reso conto che solo il Papa potesse tenere a freno Carlo di Angiò. Al Secondo Concilio di Lione tenutosi nel 1274, si ebbe la formale riunione tra le due Chiese dopo oltre due secoli di scisma. L'Unione delle Chiese non fu però ben accolta né dal popolo bizantino, né dal clero ortodosso, né da diversi membri della stessa famiglia imperiale. Al ritorno a Costantinopoli, Michele fu schernito con le parole "sei diventato un franco", termine impiegato all'epoca dai Greci per dileggiare i convertiti al cattolicesimo. Nonostante ciò, l'Unione ebbe gli effetti sperati, con il riconoscimento da parte dell'Occidente di Michele e dei suoi successori quali legittimi sovrani di Costantinopoli. Inoltre, la proposta di Michele di organizzare una Crociata per recuperare i territori perduti dell'Anatolia fu ben accolta al concilio, al di là del fatto che non si concretizzò. L'Unione fu sciolta nel 1281 con la scomunica di Michele da parte di Papa Martino IV, presumibilmente su pressioni di Carlo di Angiò. I piani papali di organizzare una nuova crociata contro Costantinopoli non si concretizzarono.
Michele VIII, pur non protestando per il titolo di "Imperatore dei Greci" datogli nelle epistole papali e al Concilio di Lione, continuò a rivendicare il titolo di imperatore universale. Ancora nel 1395, quando Costantinopoli era stata completamente circondata dall'Impero ottomano e divenne evidente che la sua caduta era ormai solo questione di tempo, l'idea dell'Impero universale continuava a persistere venendo citata in una lettera del Patriarca Antonio IV di Costantinopoli destinata al Gran Principe di Mosca, Basilio I, nella quale si ribadiva che l'assunzione del titolo di Imperatore da parte di un sovrano diverso da quello bizantino fosse "illegale" e "innaturale". L'Unione delle Chiese si realizzò di nuovo al Concilio di Firenze del 1439, al fine di ottenere aiuti militari contro gli Ottomani, che tuttavia risultarono vani, non riuscendo a evitare la caduta di Costantinopoli del 1453 che pose fine alla millenaria storia dell'Impero bizantino.

## Disputa tra Bizantini e Bulgari

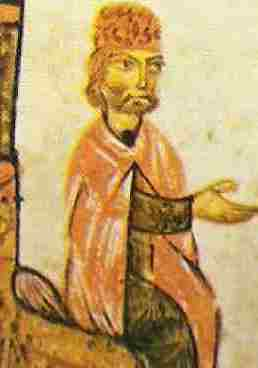
Simeone I di Bulgaria sfidò l'Impero bizantino per il dominio universale, assumendo il titolo di "Imperatore dei Bulgari e dei Romani" nel 913.

La contesa tra l'Impero bizantino e il Sacro Romano Impero si limitò per lo più a schermaglie diplomatiche, senza mai davvero esplodere in guerra aperta. Ciò è dovuto probabilmente alla considerevole distanza geografica tra i due imperi, che avrebbe reso impraticabile intraprendere una campagna militare a larga scala contro l'altro impero. Gli eventi in Germania, Francia e in Occidente erano visti con scarso interesse dai Bizantini, convinti fermamente di poter riconquistare in futuro le province occidentali. Ben più gravi preoccupazioni destarono le rivendicazioni dei più vicini Bulgari. Nel 913, il Knyaz (principe o re) di Bulgaria, Simeone I, si spinse fino alle mura di Costantinopoli con un esercito. Simeone I richiedeva non solo il riconoscimento dell'indipendenza della Bulgaria dall'Impero bizantino, ma anche che lo stato bulgaro fosse riconosciuto come il nuovo impero universale, prendendo il posto di quello bizantino. I Bizantini, minacciati militarmente, cedettero in parte alle richieste e il Patriarca di Costantinopoli, Nicola Mistico, incoronò Simeone Imperatore dei Bulgari ma non dei Romani.
I Bizantini scoprirono presto che Simeone aveva assunto unilateralmente il titolo di Imperatore dei Bulgari e dei Romani. Il problema trovò una soluzione in seguito alla morte di Simeone nel 927: il figlio e successore, Pietro I, decise di assumere il titolo di Imperatore dei Bulgari in segno di sottomissione all'Impero universale di Costantinopoli. In seguito il problema si ripresentò occasionalmente, in quanto alcuni dei successori di Samuele, segnatamente Kaloyan (r. 1196–1207) e Ivan Asen II (r. 1218–1241), assunsero il titolo di Imperatore dei Bulgari e dei Romani, in aperta sfida a Bisanzio. Kaloyan tentò di ottenere il riconoscimento del titolo di imperatore da Papa Innocenzo III, che tuttavia respinse la richiesta mostrandosi disposto al più di incaricare un Cardinale di incoronarlo re. Successivamente anche i monarchi di Serbia tentarono di usurpare il titolo di imperatore universale a Bisanzio, a partire dal 1346 con l'incoronazione di Stefan Dušan a Imperatore dei Serbi e dei Romani.

## Disputa tra Sacro Romano Impero e Ottomani

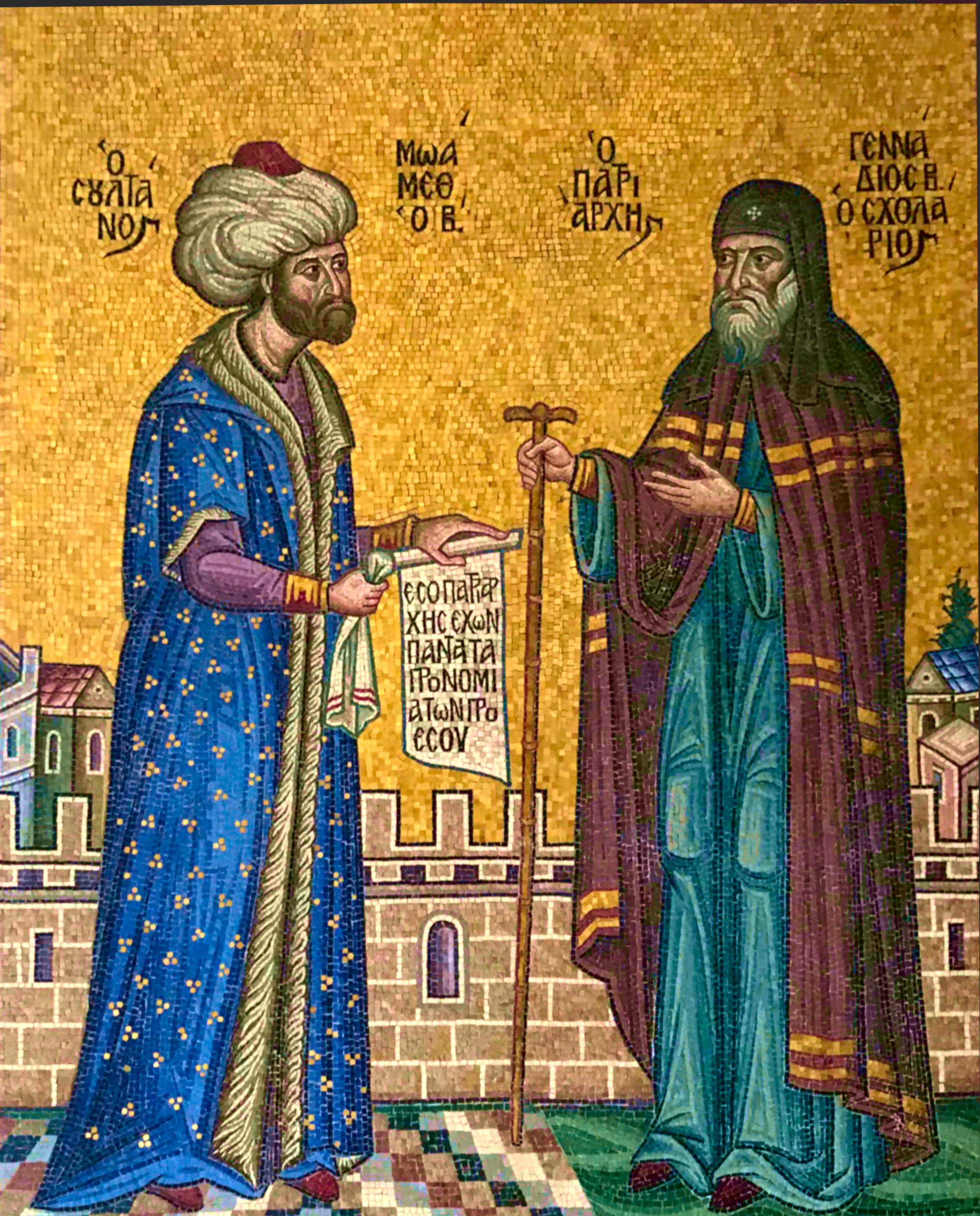
Il Sultano Mehmed II (a sinistra, raffigurato con il Patriarca Gennadio a destra) rivendicò di essere l'erede dell'Impero bizantino in seguito alla conquista di Costantinopoli del 1453. Mehmed e i suoi successori rifiutarono di riconoscere i sovrani del Sacro Romano Impero quali imperatori fino al 1606.

Nemmeno la Caduta di Costantinopoli del 1453, che portò alla dissoluzione dell'Impero bizantino, pose fine al problema dei due imperatori. Il sultano ottomano Mehmed II, il conquistatore della città, assunse il titolo di Kayser-i Rûm (Cesare dell'Impero romano), esplicitando così la propria aspirazione all'Impero universale. Mehmed cercò di porsi in continuità con l'Impero bizantino, ad esempio facendo di Costantinopoli la capitale del suo impero e facendo proprie molte delle tradizioni imperiali bizantine. I greci sudditi degli Ottomani riconobbero Mehmed II come loro Basileus (Imperatore) e l'Impero ottomano come la continuazione a pieno diritto del loro impero universale con capitale Costantinopoli. Lo storico bizantino Michele Critoboulos descrisse il sultano definendolo l'"Imperatore degli Imperatori", "autocrate" e "Signore della Terra e del mare per volontà di Dio".

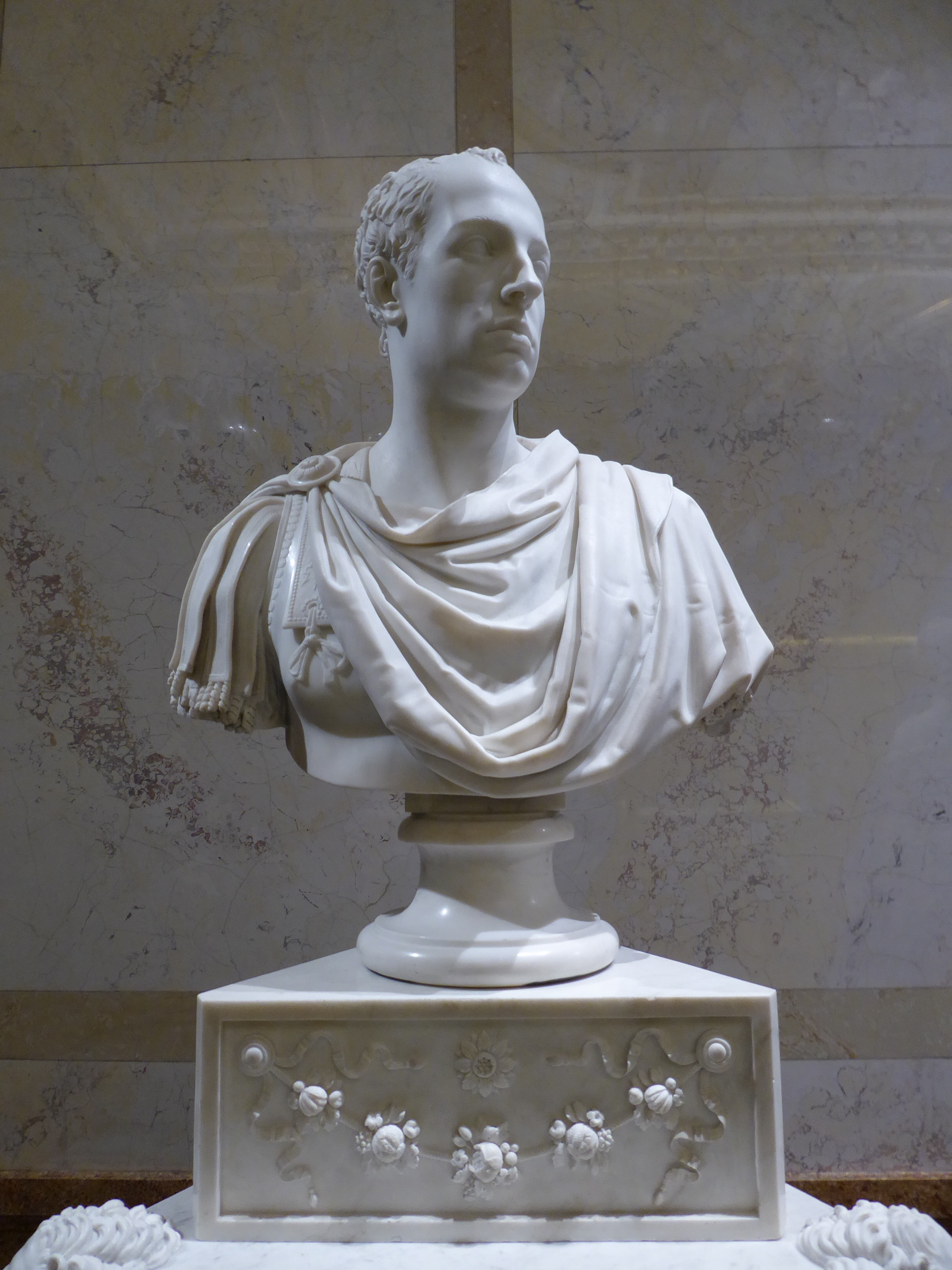
Busto in marmo dell'ultimo Imperatore del Sacro Romano Impero, Francesco II, in uno stile ispirato dagli antichi busti in marmo romani.

I sultani ottomani rifiutarono, almeno inizialmente, di riconoscere gli Imperatori del Sacro Romano Impero come loro pari, definendoli dei semplici kıral (re), posizione pari in rango a quella del Gran visir ottomano e perciò subordinata a quella del sultano. La contesa tra il Sacro Romano Impero e l'Impero ottomano per il titolo imperiale trovò una soluzione solo con la Pace di Zsitvatorok del 1606, in base alla quale il sultano ottomano Ahmed I riconobbe al Sacro Romano Imperatore Rodolfo II il titolo di Padishah (imperatore) in luogo di kıral (re), pur continuando a rivendicare una superiorità quantomeno simbolica rispetto alla sua controparte occidentale. Nello stesso Impero ottomano, l'idea che il sultano fosse un sovrano universale persistette malgrado il riconoscimento del Sacro Romano Imperatore. Scrivendo nel 1798, il Patriarca ortodosso di Gerusalemme, Antimo, espresse l'opinione che l'Impero ottomano fosse stato imposto da Dio come l'impero supremo sulla Terra al fine di salvare la fede ortodossa dalla riunione delle Chiese sancita dagli accordi tra gli imperatori della dinastia paleologa e i Cristiani occidentali:
L'idea che il Sacro Romano Impero costituisse l'unico impero legittimo alla fine portò ad associare il titolo imperiale alla Germania piuttosto che all'antica Roma. La prima attestazione della denominazione "Sacro Romano Impero della Nazione Germanica" (una frase raramente usata ufficialmente) risale al XV secolo e la rapida diffusione della sua abbreviazione, imperium Romano-Germanicum, dimostra che i coevi all'Impero cominciarono a vederlo non come la continuazione di un Impero romano esistito fin dall'Antichità ma come una nuova entità comparsa nella Germania medievale i cui sovrani avevano ricevuto il titolo di "imperatore" per una serie di ragioni storiche e politiche. A partire dal XVI secolo il termine di "imperatore" cominciò a essere adottato in misura sempre maggiore anche da sovrani di altre nazioni. In ogni modo i Sacri Romani Imperatori continuarono a dirsi i successori degli antichi imperatori romani fino all'abdicazione di Francesco II, l'ultimo Sacro Romano Imperatore, nel 1806.

## Disputa tra Sacro Romano Impero e Russi

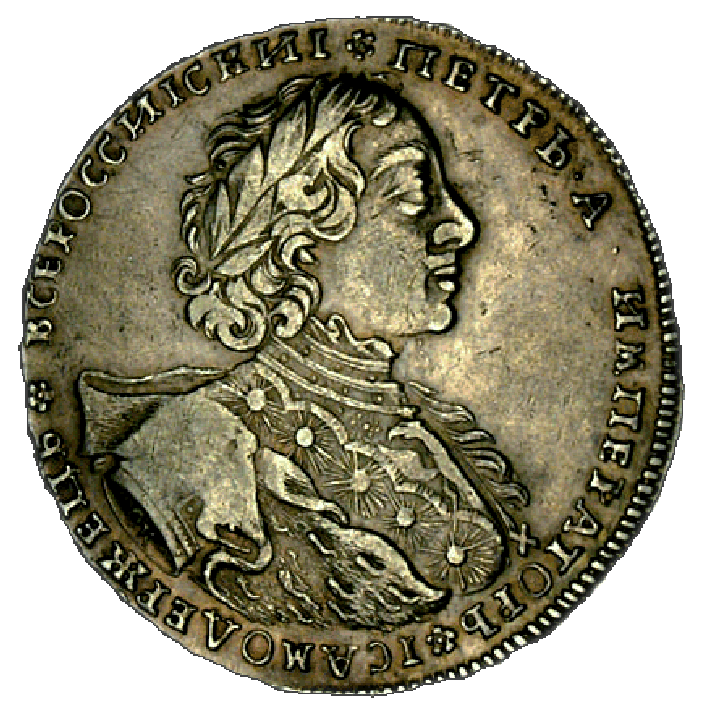
Moneta dell'Imperatore russo (Tsar) Pietro I, con l'imperatore ritratto con una corona trionfale, come lo erano gli antichi imperatori romani nelle loro monete.

All'epoca della prima ambasceria del Sacro Romano Impero in Russia del 1488, "il problema dei due imperatori era [già] traslato a Mosca". Nel 1472, Ivan III, Gran Principe di Mosca, aveva sposato Zoe Paleologa, nipote dell'ultimo imperatore bizantino, e si era dichiarato unilateralmente tsar (imperatore) di tutti i principati russi. Nel 1480 cessò di pagare il tributo all'Orda d'Oro e adottò come simbolo l'aquila bicipite imperiale. Una distinta teoria russa di translatio imperii fu elaborata dall'abate Filofej di Pskov. Secondo la sua dottrina, la prima Roma era caduta nell'eresia (il Cattolicesimo) e la seconda (Costantinopoli) agli Infedeli, ma la terza (Mosca) sarebbe durata fino alla fine del mondo.
Nel 1488, Ivan III richiese che fosse riconosciuta l'equivalenza tra il suo titolo e quello di imperatore, ricevendo però il netto rifiuto del Sacro Romano Imperatore Federico III e di altri sovrani dell'Europa Occidentale. Ivan IV si spinse ancora oltre nelle sue rivendicazioni imperiali, affermando addirittura di discendere dal primo imperatore romano, Augusto, e al momento della sua incoronazione a Tsar nel 1561 fece uso di una traduzione slava del cerimoniale di incoronazione bizantino e di presunte regalie bizantine.
Sotto lo zar Pietro il Grande, l'uso dell'aquila bicipite divenne più frequente e cominciarono ad essere adottati altri simboli bizantini di origine romana. Ad esempio lo zar fu raffigurato come un imperatore romano nelle monete battute in seguito alla Battaglia di Poltava del 1709. Pietro il Grande cominciò a rivendicare la dignità imperiale, e questo lo portò in conflitto con il Sacro Romano Impero. Nel 1718, in difesa della legittimità delle sue rivendicazioni, Pietro pubblicò una lettera inviata allo zar Basilio III di Russia dal Sacro Romano Imperatore Massimiliano I nel 1514 nella quale l'imperatore si rivolgeva al sovrano russo chiamandolo Kaiser riconoscendolo dunque, seppur implicitamente, come pari. Nell'ottobre 1721 Pietro assunse unilateralmente il titolo di imperator, ma il Sacro Romano Imperatore Carlo VI, appoggiato dalla Francia, rifiutò di riconoscerlo come tale ribadendo che ci potesse essere solo un imperatore. Nel 1726, Carlo VI stipulò un'alleanza militare con la Russia accettando formalmente di riconoscere il sovrano russo come imperator ma non come suo pari. La disputa tra il Sacro Romano Impero e la Russia cessò nel 1806 con la dissoluzione del Sacro Romano Impero.